# Música de la dècada del 1970

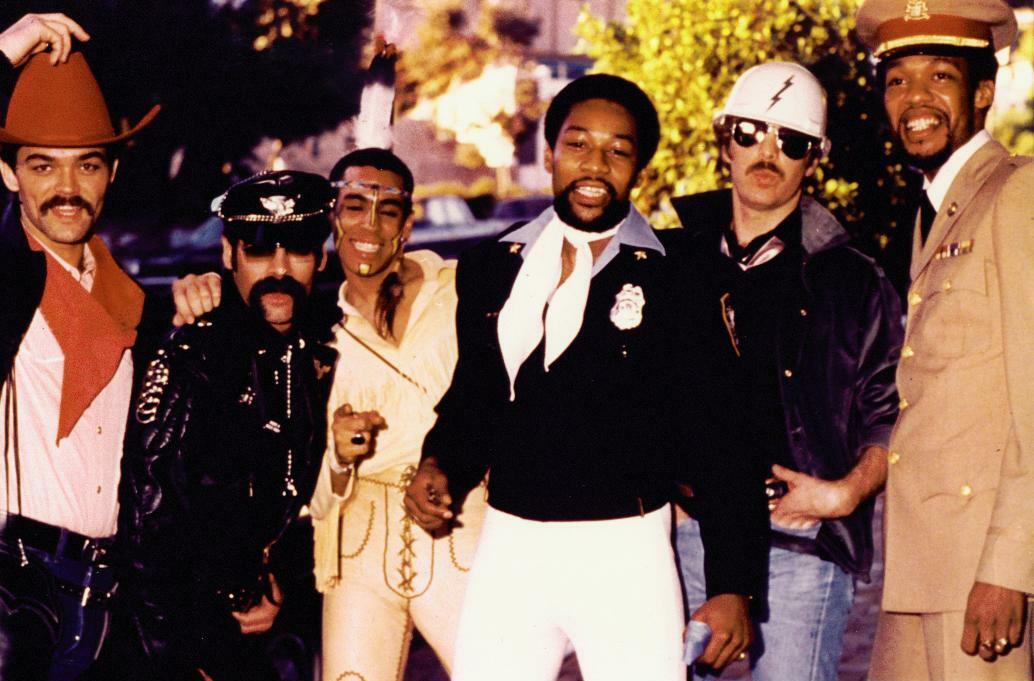
Village People, 1978

La música de la dècada del 1970 veu sorgir als països del bloc capitalista la música disco, convertida en un èxit per a tota la dècada, especialment als mitjans del final dels setanta. A Europa, una variant coneguda com a eurodisco es va fer popular cap a finals dels anys setanta. A banda de discoteca, el funk, el smooth jazz, el jazz fusió i la música soul, van continuar sent populars durant tota la dècada. La música rock va tenir un paper important en l'escena musical occidental, amb el punk rock que va prosperar a mitjans de finals dels anys setanta.
Altres subgèneres del rock, particularment el glam rock, el hard rock, el rock progressiu, l'art rock i el heavy metal van assolir diversos èxits. Altres gèneres com el reggae van ser innovadors al llarg de la dècada i van tenir un nombre important de seguidors. El hip hop va sorgir durant aquesta dècada, però la seva gènesi va ser lentar i no va esdevenir significatiu fins a finals dels anys vuitanta. La música clàssiva va tornar a perdre una mica d'impuls; no obstant això, mitjançant la invenció i el desenvolupament teòric, aquest gènere en particular va donar lloc a la música experimental clàssica i minimalista de compositors clàssics. Un subgènere de partitures de pel·lícules clàssiques va continuar sent popular entre els cinèfils. Al costat de la popularitat de la música experimental, la dècada va destacar per les seves contribucions a la música electrònica, que van augmentar en popularitat amb el desenvolupament continu de sintetitzadors i harmonitzadors; molts compositors van adoptar aquest gènere en particular, aconseguint l'atenció dels oients que buscaven quelcom nou i diferent. La seva popularitat creixent, barrejada amb la música popular de l'època, va portar a la creació del synthpop. El pop també va tenir un paper popular en els anys setanta.
A l'Àfrica, especialment a Nigèria, el gènere conegut com Afrobeat va guanyar seguiment al llarg dels anys setanta.
A l’Amèrica Llatina, el moviment Nueva canción va assolir el seu auge i es va adoptar com a música per als moviments hippie, teologia de l’alliberament i per a la nova esquerra. A la Península Ibèrica, la vessant protesta va ser represa per La Trinca. La cúmbia va començar la seva internacionalització a mesura que els artistes regionals es feien sentir fora de Colòmbia. El merengue va experimentar una exposició generalitzada a tota Amèrica Llatina i els estats fronterers del sud dels EUA.
A Àsia, la música va continuar amb diverses tendències. Al Japó, la dècada va veure diverses tendències musicals, incloent música popular, música folk, música rock, música disco, mentre que el grup de rock "Spiders" es va dissoldre el 1970.

## Món

### La dècada disco

#### Seguint el rastre del disco

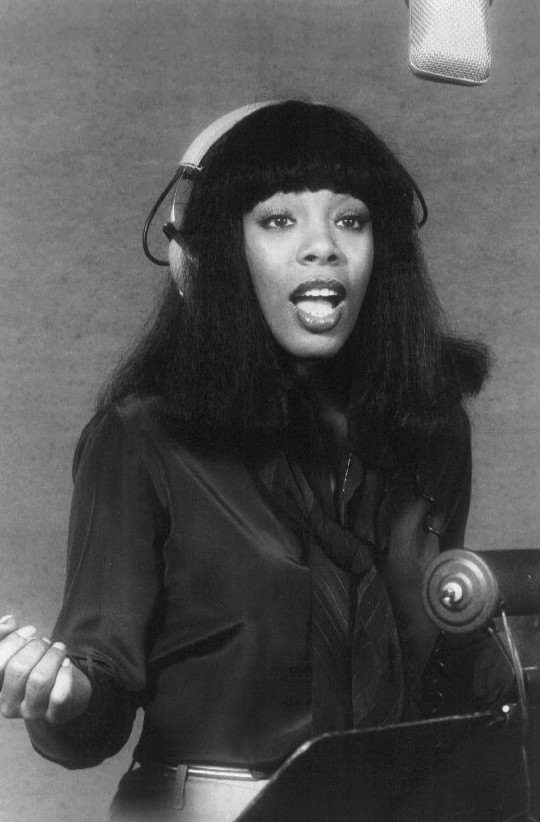
Donna Summer enregistrant un disc el setembre de 1977

Pantalons boca d'elefant, camisa per sobre, cabells llargs i ritme sensual. Va ser la cultura disco. Un gènere de música del tot nou que neix entre els Estats Units i Europa. Amb una percussió a quatre temps de fons combinada amb platerets, el disco barreja el funk amb sintetitzadors i hi afegeix la gràcia del soul. Els europeus hi van posar els sintetitzadors. Els afroamericans, la resta. El disco va trigar a generar estrelles. Abans no fos un negoci lucratiu, van ser les discogràfiques, no pas els artistes, les qui varen voler atraure l'atenció dels aficionats. I això no és del tot sorprenent perquè contràriament de com havia sorgit el rock i altres gèneres, la llar de la música disco era la discoteca, els discjòqueis i les pistes de ball. És a dir, el disco no es va donar a conèixer vertaderament entre el circuït habitual de música en viu.
Tanmateix, un cop va assolir l'èxit, el disco es va tornar en un fenomen que va contagiar fins i tot el rock. Kiss o els mateixos Rolling Stones varen treure singles rock amb un fons disco. Paradoxalment i tot, estrelles del rock com ara Rod Stewart varen vendre més amb senzills disco que amb rock pur. El disco és la base de l'alliberament gai, van treure de l'armari els discjòqueis, el fetitxisme sexual, van estrenar els videoclips i a més d'acompanyar la televisió en color i les noves onades feministes, varen estrenar les discoteques i les dives. Ara, però, traçam-ne els orígens.
L'origen dels disco cal situar-lo, entre d'altres, a la música funk. El funk és una barreja de jazz i soul, amb tocs marcats de rock. Prové dels afroamericans i té la seua figura més emblemàtica en James Brown. Fou el primer que va llançar el funk amb Papa's Got a Brand New Bag l'any 1965. Amb Sex Machine, single estrenat l'any 1970, ja hi tenim una espècie de funk-disco. Dins el funk caldrà notar artistes com ara Dyke and The Blazers, Archie Bell and The Drells, Sly and the Family Stone, The Counts, The JB's, Wilson Pickett, The Meters, etc. Ens hem de situar a les comunitats afroamericanes dels Estats Units, com tots els gèneres contemporanis.
Podam subratllar altres artistes funk com ara Stevie Wonder, Rufus, The Brothers Johnson, Kool & The Gang, Earth, Wind & Fire, The Spinners, King Floyd, Tower of Power, Ohio Players, The Commodores, War, Confunkshun, Gap Band, Slave, Cameo, the Bar-Kays, Zapp, Parliament-Funkadelic i Sly and the Family Stone.
La segregació racial i la lluita pels drets civils de les comunitats negres va fer que la comunitat afroamericana miràs d'esplaiar-se a les discoteques que venien d'Europa. El vell continent porta des del principi del segle XX ballant en "dancings" que eren pistes de ball inspirades del tango i que permetien a la població ballar-hi jazz. Però, contràriament als Estats Units, aquests llocs nocturns eren oberts a tothom, no s'amagaven en soterranis ni subsols. Gràcies a l'alliberament sexual i a la lluita de drets civils als Estats Units, les discoteques s'expandeixen una mica per tot el país i, de resultes d'això, les comunitats negres i homosexuals les fan seves.
El funk es balla primer de tot a les discoteques estatunidenques. La comunitat blanca pot acudir-hi però allò és un lloc preuat per a homosexuals, reprimits i bandejats, a més d'afroamericans. El públic blanc que hi entra queda encantat i quan s'hi introdueix el disco, de mica en mica la indústria musical es veu obligada a adaptar-s'hi. Efectivament, és de la mà de la SalSoul Records que sorgeix la idea de mesclar funk amb la percussió a quatre temps característica del disco. El seu mànager era adepte dels èxits negres de la Motown. La discogràfica havia estès una mica per tot el país la música soul als seixanta. Des de la discogràfica van entendre ràpidament que introduint-hi aquesta percussió amb uns platerets a l'habitual funky aconseguien un resultat ballable i, sobretot, perceptible per les orelles. Les discoteques fan circular la música a volums molt elevats i, per tant, calia quelcom que permetàs seguir el ritme sense perdre el fil.
De tot això neix el disco. La Motwon posa llavors fil a l'agulla i comença a produir música disco. El disco, però, no seria el que és sense els sintetitzadors europeus. Al vell continent s'hi experimenta amb l'electrònica i els sintetitzadors són un màquina nova, un xic gran, fins i tot enorme. Són caixes senceres que ocupen tot un armari. Sorprenentment, però, emeten sons i des d'Europa es mira d'introduir-los al disco. És a l'Alemanya de l'oest, en plena guerra freda, que les discoteques europees es nodreixen de música disco. Els Estats Units que poden ocupar-ne una part dels tres quarts reservats als victoriosos de la guerra, difonen a través de la ràdio el disco que prové de la Casa Blanca. Hi sona George Clinton o Gwen McCray. El segon és considerat el primer a agafar el so funky de James Brown i tornar-lo disco amb "Rock you baby".

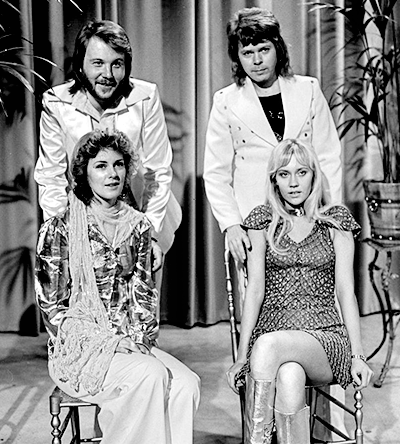
ABBA en el programa neerlandès Toppop, com a part de la seva gira promocional de 1974.

Les discogràfiques europees propesen llavors a Donna Sammur de cantar disco. Tot inspirant-se del "Je t'aime" de Serge Gainsbourg, Donna Summer popularitza el disco als mèdia estatunidencs i, per tant, del món sencer. El disco surt llavors de les discoteques per conquistar el món. Els discjòqueis es tornen de moda i d'alguna manera substitueixen les ràdios. La recepta combina totes les novetats dels 1970. Hi tenim videoclips en color amb fons falsos que projecten una multitud gairebé fovista i elèctrica de coloraines. Les actuacions reprenen l'estètica soul. Les bandes desapareixen i només queda lloc per als cantants i els seus cors.
La comunitat homosexual dels Estats Units s'hi veu fàcilment conquistada i els discjòqueis fan fortuna gràcies al seu públic. Qui volia sentir quelcom diferent i enganxós, havia d'anar a les discoteques, associades a la comunitat afroamericana. I, un cop dins, s'hi trobaven tota una festivitat nodrida d'orgia. La mateixa Donna Summer va marcar el camí amb els seus orgasmes artificials a "Love to Love You Baby". El moviment feminista als carrers se'n contagia igualment perquè permet alliberar les mentalitats. I, finalment, el disco passa a la gran pantalla amb Febre del dissabte la nit. La banda sonora de la pel·lícula va ser realitzada gairebé exclusivament pels The Bee Gees i el salt a la fama va ser fulgurant. A Europa qui millor va representar el disco varen ser els Abba. Representants de Suècia al Festival d'Eurovisió, varen guanyar el certamen a la dècada dels 70 i d'aquella victòria, varen treure'n una llarga carrera musical que ha tingut musical i tot un impacte a l'imaginari col·lectiu europeu. Els Abba són l'èxit eurovisiu que més ha venut a la història. Marquen una dècada.
Són la cara més visible d'un gènere nou que va marcar les tendències arreu del bloc capitalista de tota una generació. L'afegit dels sintetitzadors europeus va derivar en cosmic disco i de l'èxit a Europa, en va sortir l'euro-disco. Les dives van omplir els platons de televisió que s'estrenaven finalment per a tot el planeta en colors. El rock es veu obligat a adaptar-s'hi i el mateix pop es torna disco. La seva millor representació van ser els Jackson Five. Tanmateix, podam destacar igualment altres artistes com ara Manu Dibango, The Trammps, Silver Conversation o Anita Ward. El seu punt final va venir donat per una onada racista provinent dels Estats Units. L'establishment, gens conforme amb aquest so afroamericà, s'alia amb les ràdios per tal de prohibir-lo. En efecte, les ràdios ja no dictaven el "mainstream" i això no els agradava gens ni mica. A més a més, moltes discogràfiques, com la Casa Blanca, havien inundat el mercat de disco de tal manera que el gènere s'havia tornat un xic pesat. En aquest sentit, les discogràfiques ja no feien disco perquè era un so innovador i volien fer alguna cosa diferent, sinó perquè sabien que traient grups nous a la palestra amb música disco vendrien milionades. Així doncs les ràdios estatunidenques, ajudades per l'ambient racial, fan mala propaganda del disco amb el lema "disco sucks". En un concert final, en què varen cridar a la gent a assistir-hi, varen cremar en viu al mig de l'estadi discs de música disco i, d'ençà, que les ràdios van prohibir la difusió del disco, deixant lloc al pop de la dècada dels 1980.
Alguns artistes d'èxit disco van ser Jasse Green, Foxy, Boogie Shoes, Mc Faden, Kool & the Gang, Dan Hartman, Donna Sammer, Chaka Khan, Gloria Gaynor, Grace Jones, Sylvester, Sister Seldge, Patrick Juvet, Abba, Amii Stewart, Mr. Bonney, John Paul Young, The Real Thing, Bee Gees, Thelma Houston, Barry White, Els Earth Wind & Fire, KC & The Sunshine Bnad, George McCrae, Hues Corporation, Rose Royce, Harold Melvin & The Blue Notes, Jr. Sammy Davis, Hot Chocalate, Curtis Mutis, Blondie, Chic, etc.

#### L'alliberament gai

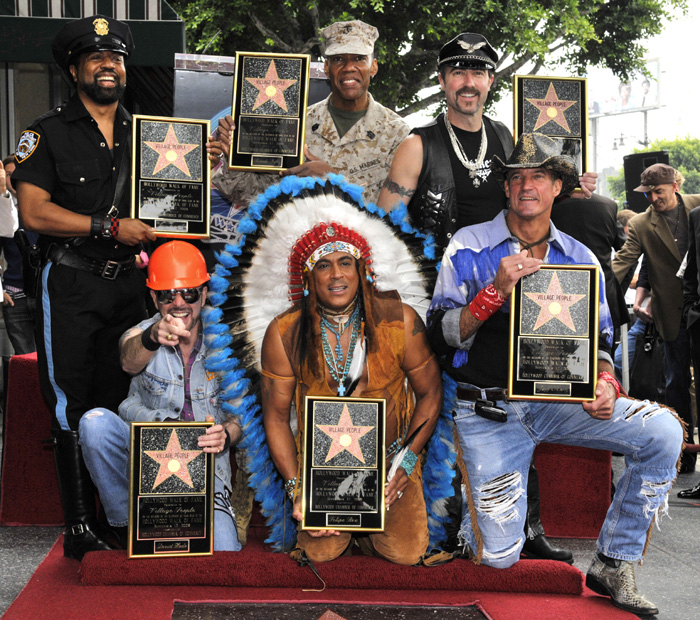
Els Village People al Passeig de la Fama de Hollywood

El disco va ser un fenomen de masses. L'exemple més il·lustratiu d'això van ser les múltiples pel·lícules que Hollywood va treure al mercat amb una temàtica única i clara: el disco i les discoteques. Mentre les discogràfiques pactaven amb Hollywood tot de pel·lícules copiades de la Febre del dissabte la nit, dos productors francesos, Jacques Morali i Henri Belolo, creen la primera boyband de la història, els Village People.
La boyband estatunidenca segueix tota una estratègia de màrqueting ben calculada. Són sis homes disfressats. Cadascun té el seu paper. L'un va de cowboy, l'altre va de mariner, mentre el tercer fa de policia, etc. Tots els homes estatunidencs, vulguin ser de classe mitjana, baixa o de pell blanca o negra, poden veure-s'hi representats. Sociologia al servei del mercat. El fetitxisme es posa de moda. El seu èxit més aclaparador: YMCA. Un puritanisme conjugat amb un trencament volgut i assumit de la virilitat. Els Village People varen ser la boyband més gai de la història sense ser gais. En efecte, aquest fetitxisme fornia la base per fer una certa comèdia de les mentalitats de l'època. Els Village People cantaven disco tot jugant amb els seus papers. Jugaven, ben vist, amb la "virilitat" que havia de tenir tot home. En feien certa ironia, certa paròdia. Treien la masculinitat de la tristor i això va agradar moltíssim al públic.
El disco es troba llavors al seu apogeu i la boyband ens dona joc per parlar de la influència que va tenir la comunitat gai en l'expansió de la música disco. En efecte, Donna Summer és considerada una icona gai, per bé que no se'n va reivindicar mai i en consonància amb l'ambient homòfob de l'època, va rebutjar ser-ne icona. Dives i transgressió de la virilitat, tot això són productes de l'ambient gai. La comunitat homosexual va ser la primera que es va atrevir a transgredir els gèneres. Homes disfressats de dones cantaven a les discoteques o hi ballaven a les barres. És una manera de qüestionar la societat, les normes i tota la construcció masclista que s'ha fet de l'home i la dona. De la transgressió se'n feien dives.
Les discoteques eren un lloc preuat als Estats Units per la comunitat gai perquè havien estat promogudes pels afroamericans, igual de perseguits i malmirats. Un cop a dins, les discoteques es varen transformar en un indret d'alliberament, de descontracció. La comunitat gai podia anar-hi sense pors o, si més no, d'això es tractava. Hi podien ballar com volien, entre homes, entre dones, però en tot cas gaudir i esplaiar-se, defugint del control social al qual estaven sotmesos durant tot el dia.
Degut a la connotació sexual de molts hits de música disco, així com de l'èxit que va suposar els Village People, el fetitxisme va sortir també de l'armari, innovant en quant a les formes d'atracció sexual. Els homosexuals tornen a obrir el camí en aquest sentit. En aquest cas parlam de sis homes, ben plantats, de colors diferents, procedències diferents, però, tots, amb estètica gai. En efecte, és l'experiència dels Chippendales, s'extrauen els Village People. Es tracta d'un club de striptease d'homes per a públic femení que va obrir les portes als Estats Units l'any 1975. El club va tenir moltes dificultats per créixer i el cop de colze definitiu va venir del món gai. Els homosexuals es depilaven, cultivaven el seu cos, és a dir, feien esport, cuidant de tenir cada part del cos ben treballada. Els clubs de striptease per a homosexuals mostraven això mateix i els Chippendales varen traslladar-ho al món heterosexual. Els Village People són doncs d'alguna manera sis stripers que varen saber jugar amb la masculinitat, transgredir els gèneres i presentar música ballable, com era el disco.

#### Evacuau sa pista de ball!
Les discoteques eren així com un lloc de follia, d'esplai i d'alliberament. Permetien a homosexuals i afroamericans ballar lliurement, com els plagués, sense ser assenyalades. Eren un lloc de trànsit, de descontracció, on s'hi ballava el groove, importat dels creuers de Mississipi. En efecte, a l'estat de Mississipli s'hi feia diners amb embarcacions turístiques. Els creuers anaven plens de sales de ball, uns ministrels acomodats al vaixell, d'on s'hi feia actuar tot d'artistes negres. En aquestes pistes de ball s'hi va inventar el groove que tot seguit va ser traslladat a les discoteques.
Aleshores tenien noms diversos. Se'n deia discoteca, disco, "boîtes", disco pubs, disco bars, etc, però totes feien referència al mateix. Un fenomen del tot nou. Llocs on les boles de cristall i els llums de neó, feien furor amb un discjòquei que s'encarregava de punxar èxits del disco tota la nit. El terme inicialment provenia del francès "discothèque". I, en aquesta llengua, vol significar així com "biblioteca de discos". Sense orquestres, ni cap seient a la vista, l'indret està pensat per ballar-hi, consumir-hi begudes i, sobretot, passar una nit al ritme del disco. Avui les discoteques s'han multiplicat a tot arreu i són un ítem indispensable. En tenim per a tots els gustos. N'hi ha per qui li agradi la salsa, la cúmbia, el reguetó, el dance, el disco, etc, però als 1970 només hi havia disco. Els llums de neó s'hi confonen amb fums artificials i pistes de ball acolorides.
Es van tornar a la dècada dels 1970 en els projectors d'èxits a escala planetària. En efecte, les ràdios i les televisions ja no propulsaven els èxits, sinó que havien d'anar-los a buscar a les pistes de ball. Un indret en què varen sorgir els discjòqueis, la seua època daurada. Per atènyer l'èxit, calia que el discjòquei mantingués la pista en moviment i això requeria força habilitat perquè no existia l'ordinador ni totes les tecnologies informàtiques que avui faciliten la tasca del DJ. Els discs circulaven doncs en una taula de mixatge que va fer la fortuna de Djs com ara David Macuso, Shep Bettibone, Franke Knuckles o Larry Levan. Les seues barreges eren un èxit i es produïen a cèlebres discoteques com ara l'Studio 54. La música disco va fer simplement que tot això fos possible.

#### Les dives del disco
La diva, un concepte molt gai i, això no obstant, gens homosexual i ben clàssic. El terme prové de l'italià i del canto bello clàssic. És un gènere de música clàssica pròpiament italià, així com un lied que va ser molt practicat a Europa tot començant el segle xx. Però, aquí, la diva designa una cantant femenina de renom que es caracteritza per tenir una veu excepcional. Les característiques tècniques són generalment una veu potent i ben projectada acompanyat d'un temperament fort.
La dècada del disco va posar de moda el concepte de diva altre cop. Les dives provenien de la música disco i era l'ambient homosexual que les designava com a tal. La dinàmica dels cantautors dins el pop i el caire desacomplexat de la comunitat homosexual, que es disfressava de dona encara que fossin homes per transgredir amb els codis i els gèneres, va dur a coronar drag-queens. Dins l'ambient gai la drag-queen és la diva i, trasllat tot això al món de la indústria musical, les dives van ser Donna Sammer, Chaka Khan, Gloria Gaynor, Grace Jones, Sylvester, Sister Seldge, etc. Avui les dives es troben al pop com ara la Madona, la Britney Spears, la Katy Perry, la Christina Aguilera, la Withney Huston, la Céline Dion, la Kylie Minogue, etc.
L'origen del terme drag-queen és controvertit. Hi ha cert consens però no és del tot acceptat que la paraula apareix al segle xviii per designar a travestis que es deixaven anar, d'aquí el terme "drag". És a dir, deixaven anar rere la faldilla que duien. El món anglosaxó en fa un derivat: drag-queen. Queen significa literalment reina però al món anglosaxó pot significar metafòricament "homosexual". És a les discoteques del disco que el terme passa de drag-queens a dives simplement perquè, en efecte, les dives eren considerades les reines. Reines, ben vist, del ball. Per tant, l'associació es farà ràpid i, això no obstant, la diva no es disfressa.
Caldrà esperar a la dècada dels 2010 per veure un derivat d'aquest concepte. La diva del pop es torna amb la Conchita Wurms una drag-queen de la balada. En efecte, l'any 2014 aquest cantant, disfressat de diva amb barba, va guanyar el certamen d'Eurovisió. Polèmic a l'est d'Europa, on l'homosexualitat és penada, el seu triomf ha permès parodiar d'alguna manera la diva eurovisa ja que, en efecte, Eurovisió va ser durant els 1950, 1950 i 1970 el lloc privilegiat de les dives a Europa. A banda, durant els 1970 aquesta estètica queers va inspirar el Glam Rock. Tot vestint-se de tacons alts, perruca i maquillant-se com a vertaderes dones, el Glam Rock va donar el toc més gai a la duresa i les guitarres elèctriques del rock.

### Les noves tendències del rock

#### Hard Rock

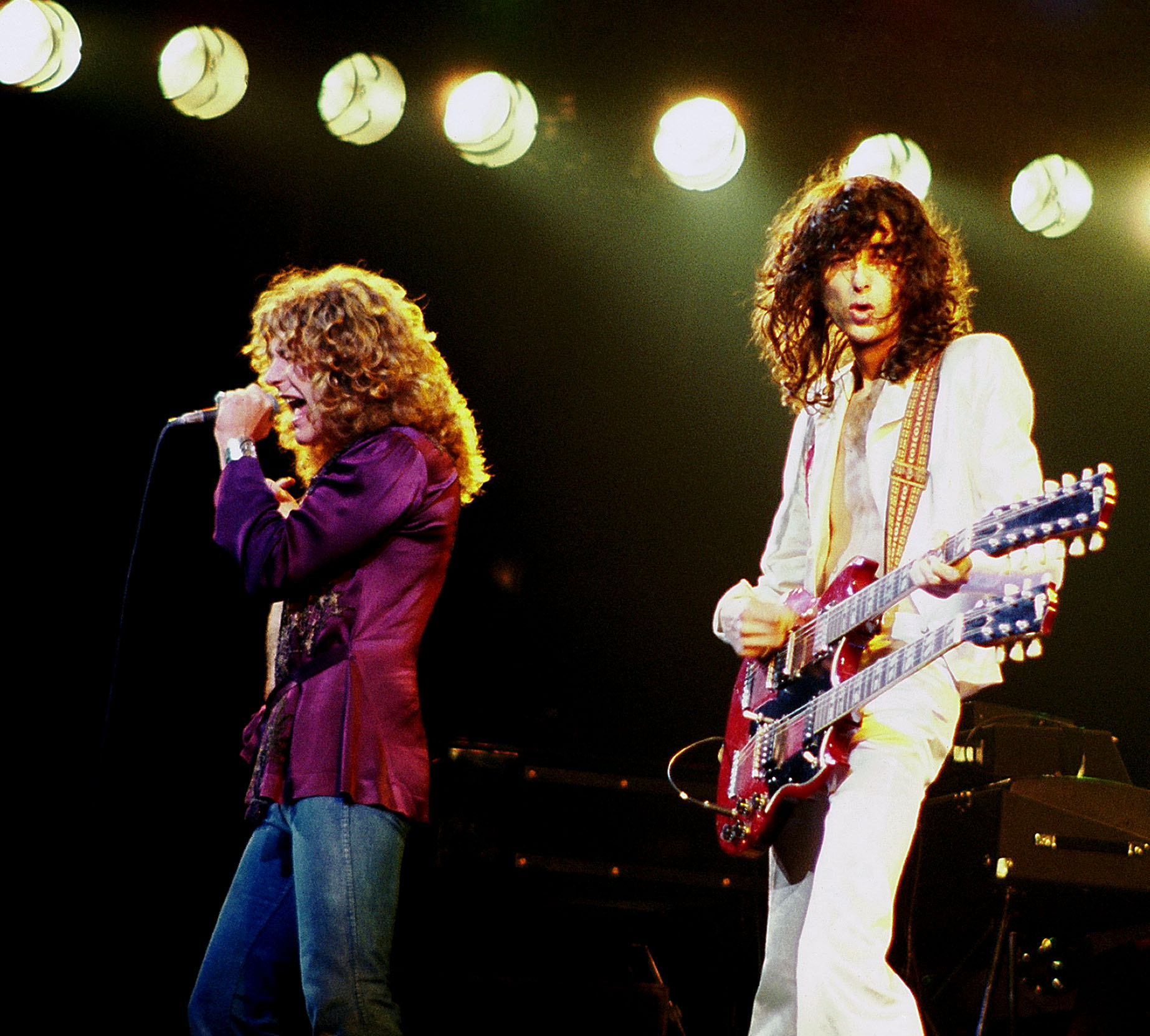
Led Zeppelin, 1977

Entre els anys seixanta i setanta es va produir el naixement i l'explosió del rock dur, un estil de música que finalment es convertiria en un gènere independent -el heavy metall- i que segueix viu en l'actualitat. El rock dur també ve del blues, però el seu so és més massiu i original: cançons que comencen tranquil·lament, amb una introducció acústica, per explotar a continuació amb sons de guitarres elèctriques molt distorsionades, línies de baixos obsessives, veus agonitzants, també distorsionades, i tot a un volum gairebé ensordidor. El rock dur és un atac dels joves, tant artistes com del públic, a les lleis de l'harmonia. Amb el rock dur es burlaven de les maneres burgeses i sovint degeneraren en comportament violents i destructius mentre escoltaven aquesta música. El comportament agressiu dels Led Zeppelin, per exemple, va donar-los mala fama. Eren coneguts per destrossar les habitacions dels hotels i els seus fans eren menys bel·ligerants encara que durant els concerts podien produir-s'hi altercats.
El rock dur també va mostrar certa passió pel satanisme. Adorar el diable, tot allò considerat normalment com a dolent, va ser un dels símptomes del rebuig que va sorgir globalment pels valors i els comportaments acceptats socialment.
Durant la primera meitat de la dècada, artistes britànics com els Deep Purple, Led Zeppelin, Uriah Heep i Black Sabbath van estar a la cúspide de la seua fama internacional, particularment als Estats Units. A la segona meitat de la dècada, molts altres artistes també havien aconseguit l'estrellat, a saber, Free, Mountain, Grand Funk Railroad, Alice Cooper, Cactus, James Gang, AC / DC, Blue Öyster Cult, Kiss, Aerosmith, Van Halen i Ted Nugent. Kiss va seguir molt de prop l'atractiu dels concerts d'Alice Cooper amb foscs d'artifici, escupinades de foc, etc.
Aquest rock "heavy" va obtenir un seguiment de culte a la dècada dels 1970, liderat per Led Zeppelin, Black Sabbath i Deep Purple. Els seus estils varen influir més tard en altres grups com Judas Priest i Motörhead, que finalment van iniciar una nova onada de rock metàl·lic als anys vuitanta.
Black Sabbath, format el 1968 (com ara The Polka Tulk Blues Band, llavors Earth), se li atribueix tot sovint la invenció del gènere heavy metal, així com el rock stoner, el doom metal i la introducció de lletres molt més fosques del que eren normalment al rock. El rock dur, però, no va néixer al Regne Unit, sinó a Detroit als Estats Units. Va ser de la mà de l'Alice Cooper que va fundar el seu propi grup l'any 1969 que es podria donar per format el rock dur. Les seues cançons celebraven la rebel·lia adolescent i eren vagament autoritarisme, fet que agradava aleshores al públic. L'element que més va destacar de la seua estètica era un atractiu de terror, amb concerts que incloïen grans quantiats de sang falsa, decapitacions simulades amb guillotina de plàstica i execucions amb rèpliques de cadires elèctriques.

#### Soft Rock
Des de finals de la dècada de 1960 es va fer habitual dividir la música rock en rock suau i dura. El rock suau es derivava sovint del folk rock, utilitzant instruments acústics i posant més èmfasi en la melodia i les harmonies. Va assolir el seu apogeu comercial a mitjan finals de la dècada de 1970 amb artistes com el reformat Fleetwood Mac, Rumours dels quals (1977) van ser l'àlbum més venut de la dècada. Entre els principals artistes britànics de rock suau dels anys 70 s'hi pot incloure 10cc, Mungo Jerry, Toto, Status Quo, The Doobie Brothers, the Hollies i Rod Stewart. Alguns dels cantants i compositors amb més èxit van ser Cat Stevens, Steve Winwood i Elton John. Entre els principals artistes de rock suau dels Estats Units s'hi pot incloure Carole King, James Taylor, Billy Joel, Chicago, Amèrica, els Eagles, etc.
Dins la categoria de soft rock s'hi ha posat el pop i fins i tot el blues. El blues rock continua essent popular, amb Eric Clapton, ZZ Top i George Thorogood que van obtenir el seu major èxit als setanta. Freddie King va començar a passar del blues en directe al blues rock, ja que el gènere ara era popular sobretot entre el públic blanc. L'estrès de gires sense parar va provocar la seua mort a l'edat de 42 anys el 1976. Es pot incloure, fins i tot, a Queen que va començar a tocar rock i de mica en mica es va decantar per la música disco i el pop. Queen, però, ateny la seva màxima esplendor als vuitanta.
A la segona meitat de la dècada, un moviment de nostàlgia dels anys 50 va impulsar la moda Rockabilly Revival. The Stray Cats va liderar el renaixement a principis dels anys vuitanta. Queen va participar-hi a través del seu èxit "Crazy Little Thing Called Love". També simbolitzà aquesta tendència la reeixida pel·lícula Grease el 1978, protagonitzada per John Travolta i Olivia Newton-John. Malauradament, però, el rei indiscutible del rock'n'roll, dels artistes més reeixits de la música popular, va morir a les vuit setmanes el 1977. Elvis Presley, el cantant més venut de tots els temps, va morir el 16 d’agost de 1977. El funeral de Presley es va celebrar a Graceland, el dijous 18 d'agost de 1977. I és que a principis dels setanta també van marcar la mort de les llegendes del rock Jim Morrison, Janis Joplin, Jimi Hendrix, Mahalia Jackson i Cass Elliot, The Mamas i The Papas. A la dècada també es va produir l'accident d'avió el 1977 en què van morir tres membres de Lynyrd Skynyrd.

#### Rock progressiu

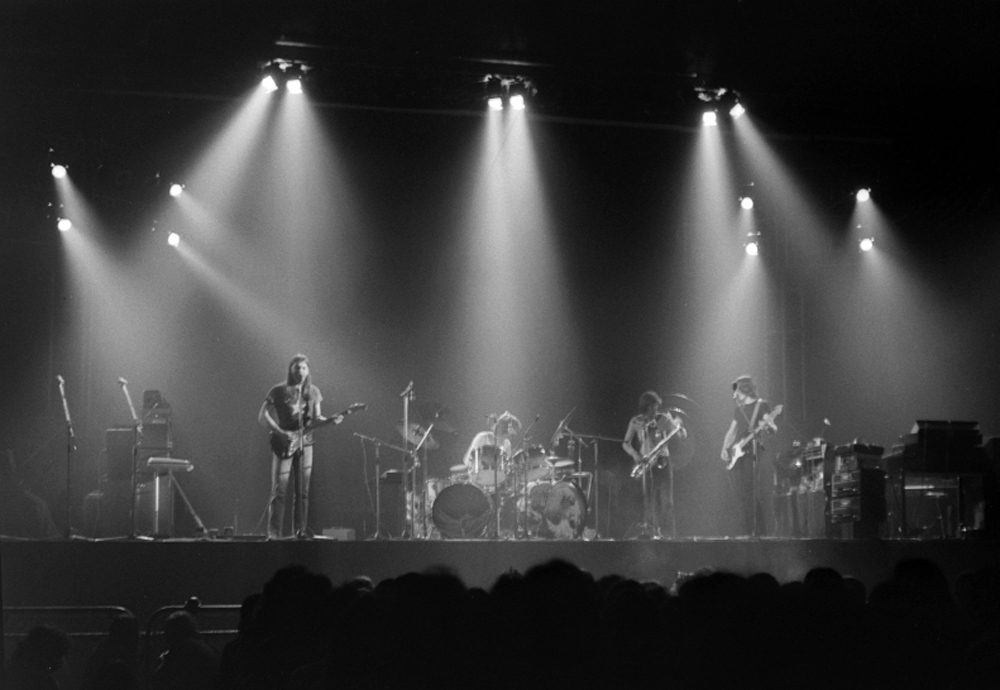
Pink Floyd, 1973

El rock progressiu o art rock, de vegades utilitzat indistintament, va ser un intent de superar les fórmules musicals establertes experimentant amb diferents instruments, tipus de cançons i formes. Dominat per grups britànics, es va desenvolupar a partir del blues-rock i el rock psicodèlic de finals dels anys seixanta. Des de mitjans dels anys seixanta, Left Banke, els Beatles, els Rolling Stones i els Beach Boys havien estat pioners en la inclusió de clavicèmbals, seccions de vents i cordes als seus enregistraments per produir una forma de rock barroc i es poden escoltar en singles com el de Procol Harum "A Whiter Shade of Pale" (1967), amb el seu afegit inspirat de Bach. The Moody Blues van fer servir aleshores tota una orquestra al seu àlbum Days of Future Passed (1967) i posteriorment van crear sons orquestrals amb sintetitzadors. L’orquestració clàssica, els teclats i els sintetitzadors es van tornar en sons bàsics del rock progressiu posterior, amb guitarra, baix i bateria.
Als instruments s'hi acompanyava lletres conceptuals, abstractes o basades en la fantasia de la ciència-ficció. El SF Sorrow dels The Pretty Things (1968) i Tommy dels The Who (1969) van introduir durant els seixanta el format de les òperes de rock i van obrir la porta a "àlbums conceptuals, normalment explicant una història èpica o tractant un gran tema general". El disc debut de King Crimson, l'any 1969, In the Court of the Crimson King, que barrejava potents riffs de guitarra i mellotró, amb jazz i música simfònica, sovint es pren com a enregistrament clau del rock progressiu, cosa que ajuda a l’adopció generalitzada del gènere a principis dels anys setanta.
Malgrat que els primers signes havien arribat ja una dècada abans, per exemple amb els àlbums experimentals dels Beatles, als anys setanta van veure molt músics, particularment al Regne Unit, lluitant per alliberar-se de la tradició del rock'n'roll i per dur la música popular a nous territoris. El rock s'havia caracteritzat per la seua espontaneïtat, ritme i energia, i, en canvi, els músics dels setanta intentaven crear una música més sofisticada i complexa que de vegades semblava freda i que era més apropiada per escoltar que per ballar. La música occidental tradicional, diguem-ho així, va servir d'inspiració a aquesta nova música i els grups de rock varen començar a col·laborar amb orquestres simfòniques. Complexos experiments acústics realitzats en estudis d'enregistrament van guanyar molt aviat en públic als concerts, en teatres, amb públic atent i silenciós.
El terme "rock progressiu" es va aplicar a la música de grups com ara Yes, Genesis, Pink Floyd, Jethro Tull, Rush & Emerson, Lake & Palmer, etc. Va assolir el seu punt àlgid de popularitat a mitjans dels anys setanta, però la crítica i el moviment punk s'hi varen muntar com a reacció contra aquesta musicalitat i la percepció de pompositat al rock progressiu. No obstant això, el llançament de The Dark Side of the Moon dels Pink Floyd l'any 1973 va tornar el rock progressiu en un èxit immediat, romanent al top de les llistes dels més venuts durant unes 741 setmanes, de 1973 a 1988, amb una estimació de 50 milions de còpies venudes. És l’àlbum amb més èxit comercial de Pink Floyd i un dels àlbums més venuts a tot el món. Ha estat remasteritzat i reeditat dues vegades, i ha estat reprès en la seua totalitat per diversos artistes a posteriori. A més del seu èxit comercial, The Dark Side of the Moon és un dels àlbums més populars de Pink Floyd entre els fans i la crítica, i és freqüentment classificat com l'un dels millors àlbums de rock de tots els temps.
La marca estatunidenca del rock progressiu va variar des de l'eclèctic i innovador Frank Zappa, Captain Beefheart i Blood, Sweat and Tears, cap a més pop rock en bandes com ara Boston, Foreigner, Journeym, Kansas i Styx. Aquests, al costat de bandes britàniques com ara Supertramp i Electric Light Orchestra, van demostrar la seua influència provinent del rock progressiu i, tot i situar-se entre els artistes amb més èxit comercial dels anys 70, van donar inici a l'era del rock d'estadi o "arena rock", que duria als vuitanta espectacles costosos i complexos, sovint amb posades en escena teatral i efectes especials. El rock d'estadi s'acaba substituint per festivals de rock més econòmics vers els noranta.
D'aquesta onada rock progressiva, sorgiren els efectes de llums i la tecnologia posada al servei del concert. A més a més, musicalment els mescladors van prendre una gran rellevància. De fet, els intents de fusió entre rock i música clàssica van ser possibles mercès als avenços tecnològics, com la invenció dels sintetitzadors, que permetien a grups britànics com ara els Genesis, Toto, Jethro Tull, Emerson, Lake &Palmer, de reproduir el so dels instruments de corda d'una orquestra en els estudis d'enregistrament o en directe als concerts. A més d'això, els sintetitzadors varen fornir tota una enorme varietat de dons i molts músics varen exagerar-ne l'ús, sobrecarregant les seues cançons amb efectes de so gratuïts. 

#### Glam Rock
El glam o glitter rock es va desenvolupar al Regne Unit a principis dels anys setanta post-hippies. Es caracteritzava per una roba, maquillatge, pentinats i botes amb sola de plataforma escandaloses. Les lletres, els vestits i els estils visuals extravagants dels intèrprets glam eren d'estètica camp, és a dir, ostentosos, exagerats, afectats, teatrals o efeminats. S'hi juga amb els gèneres i en una barreja teatral que fan referència a la ciència-ficció i les pel·lícules antigues. S'hi afig un so de rock dur dirigit per guitarra. Entre els pioners del gènere hi havia David Bowie, Roxy Music, Mott the Hoople, Marc Bolan i T.Rex. Aquests, i molts altres artistes, van superar la divisió entre música pop i rock, aconseguint mantenir un nivell de respectabilitat amb el públic rock, mentre gaudien de ser èxits al Top vendes al costat de Queen i Elton John. Altres intèrprets es van adreçar molt més directament al mercat de la música popular, on eren els grups dominants de la seua època, com ara Slade, Sweet i Mud. Gary Glitter i el grup The Glitter van portar la imatge de purpurina rock als seus límits. Per a gran part dels britànics, el Glam rock va assolir el seu punt àlgid a mitjan anys setanta, abans que desaparegués davant del Punk i les tendències de les noves onades.

#### La New wave

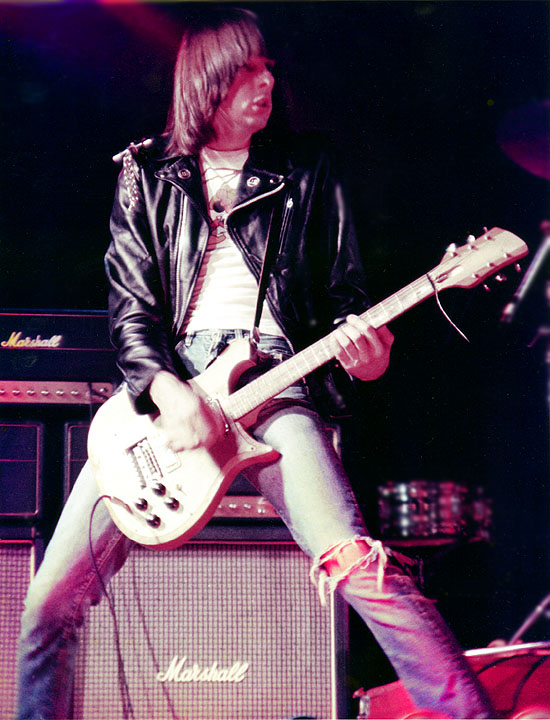
Ramones a Toronto, 1977

A l'inici de la dècada dels 1970, el rock era un èxit a les botigues de discos, si bé havia deixat enrere les seues esperances de canvis radicals a la societat i els seus objectes més ambiciosos havien quedat sense complir. Els beneficis de les companyies discogràfiques van ser més alts que mai i l'audiència va seguir creixent. Malgrat tot, la crisi econòmica va atènyer Europa, principalment el Regne Unit. Època de canvis dràstics en què cauen les dictadures feixistes del mediterrani, l'atmosfera era tensa a Londres. L'atur juvenil era molt elevat. Molts joves escocesos, anglesos i gal·lesos van començar a criticar el present. Es varen rebel·lar contra tots i contra tot: la família, l'estat, la religió, els diners, etc. No cal dir com qualificaven tot aquest rock que es venia a les botigues de disc, com si es tractàs d'una llauna de beguda al supermercat.
Es van fer anomenar, amb tot d'orgull, "punks" i, d'aquí, va sorgir un nou moviment que marca tot el rock de la dècada, la New wave. Feien servir el rock per alliberar la seua ràbia, una forma de rock agressiva, salvatge, gairebé primitiva, que es va allunyar dels sintetitzadors i va tornar als instruments bàsics dels orígens del rock: la guitara, el baix i la bateria. La seua música va cobrar vida en guitarres que reproduïen obsessivament ritmes impossibles i veus que cridaven. Anaven acompanyats de tota una indumentària que els havia de caracteritzar. Pantalons de piano, sabates de xava, llençol a la butxaca, cabells estrafolaris i pintats de colors, si un cas, totalment raps, el seu look havia de mostrar tota aquesta agressivitat i, si un cas, promoure temor, por. Els pins els travessaven les galtes, els pantalons estaven estripats, portaven calces de cuir de colors brillants i tot plegat amb una actitud burlesca.
Tot al llarg dels anys setanta, el bloc capitalista va patir una aguda crisi econòmica que va desembocar bruscament en una crisi energètica. L'any 1973, l'OPEP, l'Organització de Països Productors i Exportadors de Petroli, va quadruplicar el preu del cru, provocant d'aquesta manera enormes apujades als preus del transport i a la producció industrial. Els Estats Units, encara que una mica menys afectats per la crisi energètica, van arribar a índexs d'atur desconeguts fins llavors. I encara més, el seu lideratge econòmic es va veure durament colpejat per la derrota al Vietnam. Europa, per la seua banda, va patir les mateixes conseqüències en termes d'atur, i als països com Itàlia, s'hi va veure amenaçada l'estabilitat política per violents actes de terrorisme polític. Per tot això, tan el rock dur com el mateix punk, es podria dir que van ser la imatge d'una societat en crisi, malcontenta i enfurismada per la pobresa. En aquest sentit, es podria veure igualment el disco com la vessant més pacífica d'aquesta enfurismada. Mentre el rock s'endureix, el disco permet un cert alliberament del tarannà, amb música tota la nit i pensada justament per distensar-se i no pensar.
Aquesta nova música rock, escarida, sense ornaments i producte cultural espontani, casolà, va donar nova vida a les cases de disc independents, que havien quedat aixafades per les grans marques, les úniques que podien afrontar les apujades constants dels costs de producció. El rebuig a la indústria i el sistema va dur els Sex Pistols, per exemple, a actuar sense jocs de llums, a la intimitat de clubs petits. La seua decisió va ser un desafiament als grans espectacles tecnològics del nou rock, que els punkies consideraven una concessió servil als interessos de les indústries discogràfiques. La música dels Pistols, austera, desordenada i sorollosa, contrastava deliberadament amb les sofisticades exploracions musicals del seu temps.
Si a la dècada anterior el pacifisme va envair el món amb els hippies, ara el torn dels caps rapats. Els skinheads miraven de potenciar una estètica obrera per allunyar-se d'aquesta forma del moviment hippie. Allò que va unir els skinheads va ser el seu gust per la mateixa música i vestimenta, així com la resolució violenta dels conflictes. També varen compartir certs valors, com el culte al coratge, a la lleialtat i l'orgull de pertànyer a una classe treballadora. Es podria dir que de la tendència empipada del punk, que va trencar motlles en proposar una estètica transgressora, va emergir tota una altra resposta, conservadora malgrat que igual de violenta.
Els Ramones, Patti Smith i Blondie van ser alguns dels primers artistes punk estatunidencs que el van fer gran salt tant al Regne Unit com als Estats Units. La música punk també s'ha relacionat fortament amb una certa moda punk i un humor absurd que exemplificaven una sospita genuïna de la cultura i els valors principals. Blondie va perdre ràpidament les seues arrels punk i es va convertir al pop, l'ska i el reggae. En canvi, a Anglaterra, lloc de naixement del punk, les coses van anar d'una altra manera. Els Sex Pistols i The Clash van ser alguns dels primers artistes britànics que van fer-se famosos. Grups com The Clash es van destacar per l'experimentació, sobretot pel fet de tenir fortes influències de ska a la seua música. Els Sex Pistols van causar una gran sensació el 1977 i van ser el primer desafiament greu per a grups de rock consolidats com els Rolling Stones i Led Zeppelin, tot i que l’època punk va durar només tres anys i va acabar amb la ruptura dels Pistols mateixos.

### El reagge

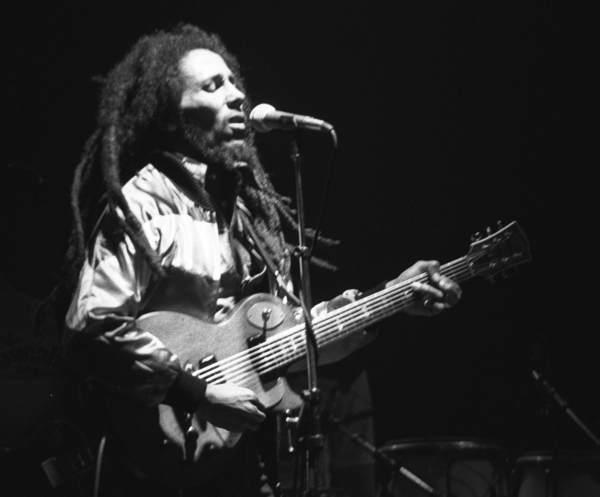
Bob Marley, 1980

Del reagge se'n deia inicialment bluebeat o ska. Prové de Jamaica però inicialment va costar fer-se lloc a les illes britàniques. És a idea de Chris Blackwell que el reagge és venut massivament. A la primeria va obrir la seua pròpia discogràfica, la Island Records, amb l'objectiu de vendre música jamaicana a comerços especialitzats de Londres. Després d'un viatge als Estats Units, torna per enregistrar un nou so, el reagge. Fa empresa, és a dir, les xifres de venda dels seus discs augmenten i gràcies a això, pot ampliar el seu mercat. De mica en mica conquereix terreny i és amb l'enregistrament de Bob Marly i Wailers que la discogràfica no només marca la història, sinó que obre el camí al reagge.
Aquesta però és una història dels seixanta que s'allarga als setanta. El reagge s'origina als seixanta però el seu èxit apareix als setanta. No obstant això, ha estat la base per a molts gèneres posteriors. El reagge parteix del rocksteady, que és un gènere musical nascut a Jamaica cap al 1966. Successor del ska i precursor del reggae, el rocksteady va ser conreat per conjunts vocals jamaicans com The Gaylads, The Maytals i The Paragons. El terme rocksteady vé d'un estil de ball esmentat a la cançó "Rock Steady" d'Alton Ellis. L'estil de ball del rocksteady és menys viu que no pas el del ska que el va precedir. El primer èxit internacional del rocksteady va ser "Hold Me Tight" (1968) del cantant de soul estatunidenc Johnny Nash, que va ser nº1 al Canadà.
Bob Marley va començar a tocar dins d'un grup negre. En contacte amb vàries discogràfiques, el grup va rebatejar-se diversos cops. Va passar de dir-se Wailing Wailers a Skatalites fins separar-se'n i formar carrera en solitari dins el reagge. Abans d'això, però, el grup munta la seua pròpia discogràfica, discordant amb les línies de Coxsone Dodd. De fet, Marley va passar de grup a grup abans de posar-se a fer música en solitari. Per això el trobem a The Upsetters. Durant la seua llarga trajectòriam musical en Marley va ser víctima d'intents d'assassinat contra la seua persona.
Però, com s'ha dit, l'èxit del reagge va venir de la mà de Bob Marley i el seu "One Love". Posteriorment, caldrà afegir-hi més artistes, com ara Dave and Ansell Collins, The Wailers, Lee Perry, Burning Spear, Toots and the Maytals, Horace Andy, Junior Marvin, Max Romeo, U-Roy, Denis Alcapone, Big Young, John Holy, Susan Cadogan, Dennis Brown, Gregory Isaacs, etc. El reagge també va saber tenir estètica pròpia. Les rastes, un pentinat que s'obté cremant els cabells, es tornen un símbol d'aquest gènere i comencen a practicar-se una mica per tot arreu. Un estil ben encarnat per Burning Spear. Aquest cabell estrafolari sucista llavors certa amistat amb el punk. El reagge és llavors una tendència més i grups britànics com ara UB40 en fan homenatges. Cap als vuitanta, el reagge esdevé una de les bases del rap, del dance i moltes altres gèneres més.

#### Tornenels independents
L'èxit del rock, del jazz i el desenvolupament espectacular de la indústria musical d'ençà els Beatles ha potenciat el sorgiment de discogràfiques, però, alhora, per la dinàmica mateixa del capitalisme, les absorcions han fet camí i a la dècada dels 1970, únicament les grans discogràfiques, les anomenades "majors", tenen el monopoli del mercat.
Afortunadament, però, l'emergència del punk fa reviure les discogràfiques més petites i aquestes tornen en gran amb gèneres com el reagge o el mateix pop. En efecte, molts artistes, cantautors o les bandes de rock, s'inicien a l'erecció de les seues pròpies discogràfiques. Un fenomen que contagia Europa, sobretot el Regne Unit, Irlanda o França. Això va permetre un alliberament artístic perquè les bandes varen sentir-me més lliures de fer allò que volien, sense haver de preocupar-se per les exigències de les majors.

### El pop modern

#### Canvi consistent
El pop dels 1970 es va reconvertir amb molt d'èxit. Va sofrir, diguem-ne, un canvi consistent. El pop crooner ja no es ven. La dècada anterior amb els Beatles i la dels setanta amb el disco, va fer escampar la boira a tot el pop baladesc i ensucrat. El pop necessitava alguna cosa nova i això mateix va proposar tot el moviment de cantautors.
Es podria dir que a la dècada dels 1970 neix un nou tipus de pop o, simplement el pop pren forma. D'ençà que hom ja podrà distingir què és i no és pop perquè, al capdavall, això de les balades no és precisament quelcom propi del pop. Hom pot en efecte compondre balades rock. En paral·lel les botigues de disc es tornen cada volta més i més variades. El concepte de botiga de disc o disquer es desenvolupa a la dècada anterior però és amb el funk, el soul, el disco, sobretot amb aquest darrer, que s'expandeixen a tot el mercat.
A les botigues de disc s'hi muntava aparadors amb la llista dels més venuts. Era una manera d'atraure públic, incentivar-lo a comprar. L'arribada dels cassets a la dècada dels 1980 va significar un regirament de tots aquests negocis. El casset era un format molt més pràctic i portable. Els aparells per escoltar-los, els radiocassets, eren menys voluminosos i la venda de música per emportar va fer multiplicar tot d'un cop les botigues de disc. El pop va ajudar-se i molt d'aquesta tendència. Vers la dècada dels 1990, quan el CD fa la seua gran aparició, les botigues de disc varen omplir-se de reproductors amb què el client podia escoltar tot un àlbum abans de comprar-lo. Un esquer més que va omplir les discogràfiques de milions.
La indústria del disc posa de moda, mentrestant, els singles o senzills, així com els artistes pop nous que barregen el funk, els sintetitzadors, el ritme mogut del disco, etc. El pop es fa doncs una nova pell gràcies al rock, a les botigues de discs i, sobretot, amb els cantautors.

#### Època de cantautors
La nova generació del pop va iniciar una nova era amb figures solitàries que havien de tornar d'alguna manera a l'estètica folk i country. El domini de les bandes de rock, l'expansió de les bandes de jazz tot començant el segle i la seua represa dins el soul i el disco, va dur molts artistes pop a qüestionar aquesta forma i va proposar tot el contrari, els cantautors. Després de gairebé mig segle i més de grups de música, aquests cantautors varen posar-se a escriure cançons simples des del punt de vista musical, però amb força i bellesa, parlant d'amors desgraciats, esperances i dubtes personals. L'atenció que van dirigir els cantautors, com ara Jackson Browne, Joni mithcell o James Taylor, cap al tema de la solitud, va fer néixer la necessitat d'encarar el problema, molt sonat aleshores, del matrimoni. És o no una construcció del patriarcat, vet aquí el gran debat de l'època.
El nombre de divorcis va créixer de forma espectacular als anys setanta i al final de la dècada, tres de cada cinc matrimonis acabaven en divorci. La població es va trobar tota sola de sobte i, més important encara, el fenomen va contribuir a trencar el model hetero-normatiu generat des dels 1950. La solitud, però, duia igualment tot un estat emocional que aquests artistes varen saber captar i explotar. La majoria de divorciats varen acabar per casar-se novament, però el nombre creixent de divorcis va fer creure que el matrimoni era una institució acabada. El seu renaixement tindrà lloc d'alguna manera amb la legalització dels matrimonis homosexuals tot començant el segle XXI.
Alguns dels cantants i compositors amb més èxit van ser: Jackson Browne, James Taylor, Jim Croce, John Denver, Neil Diamond, Barry Gibb, Stevie Wonder, Carole King, Elton John, Don McLean, Paul Simon, Kris Kristofferson, Carly Simon, Donna Summer, Gordon Lightfoot i Harry Chapin, alguns anteriorment havien estat principalment autors de cançons, però van començar a publicar àlbums i cançons pròpies. L'àlbum de King Tapestry es va convertir en un dels àlbums més venuts de la dècada i la cançó "It's Too Late" es va convertir en una de les cançons més importants dels anys setanta. La cançó de McLean "American Pie" de 1971, inspirada en la mort de Buddy Holly, es va convertir en una de les cançons més reconegudes de la música popular del segle xx, gràcies als seus contes abstractes i vius, que se centren al voltant d'"El dia que va morir la música" popular i l’època del rock.
La sortida de Diana Ross de The Supremes i la separació de Simon & Garfunkel i The Beatles va marcar els principis dels anys setanta. Tots van continuar amb una carrera discogràfica de gran èxit durant la dècada on hi va destacar John Lennon. Vet aquí algunes de les seues cançons que figuren entre els èxits de principis dels anys setanta: "Bridge Over Troubled Water" de Simon & Garfunkel, l'èxit en solitari de Simon "50 Ways to Leave Your Lover", The Beatles "Let It Be", "Uncle Albert / de Paul McCartneyL'almirall Halsey "," My Sweet Lord "de George Harrison i " Ain't No Mountain High Enough "de Ross.
Entre els solistes que van caracteritzar la música pop de l’època es trobaven Barry Manilow, Andy Gibb, Elvis Presley, Neil Diamond, Paul McCartney, Stevie Wonder, etc. Les solistes femenines que van representar la dècada de 1970 van incloure a Linda Ronstadt, Carly Simon, Roberta Flack, Barbra Streisand, Rita Coolidge, Olivia Newton-John i Helen Reddy. Alguns dels grups de pop i pop-rock més notables de la dècada de 1970 van ser els Carpenters, els Jackson 5, Seals & Crofts, The Doobie Brothers, Hall & Oates, Bread, Captain & Tennille, Tony Orlando and Dawn, Bay City Rollers i The Osmonds.
Alguns dels artistes més populars van tenir els seus propis espectacles de televisió, molt populars als anys 70. Es pot mencionar a Sonny & Cher, Glen Campbell, John Denver, Tony Orlando i Dawn, el capità de l'equip de marits i esposes i Tennille, el germà i la germana Donny i Marie Osmond. El líder dels The Who, Roger Daltrey, va fer un bon paper a la pel·lícula Tommy, interpretant el paper principal, basat en l'àlbum del mateix nom de 1969. Elton John, Tina Turner, Ann-Margret, Oliver Reed, Jack Nicholson i els altres membres de la banda formaven el repartiment.

## Amèrica i Oceania

### Nova Zelanda i Austràlia
La banda australiana AC / DC de mitjans a finals dels anys 70 es va convertir en un dels grups més populars i reeixits d'Austràlia, amb una sèrie d'èxits, àlbums i senzills. Van fer el seu debut internacional el 1976 amb High Voltage. La banda va tenir ràpidament èxit fora del seu país d'origen; l'àlbum Highway to Hell del 1979 va assolir el número 13 del Kent Music Report Albums Chart i continuaria sent un dels grups de rock més populars del món durant la dècada següent.
Els Bee Gees, per la seua banda, composts pels germans Barry, Maurice i Robin Gibb, de nacionalitat australiana, va popularitzar-se en començar a la dècada dels setanta. A part del destacat How Can You Mend a Broken Heart del 1971, els germans no van tenir un gran impacte als Estats Units durant la primera meitat de la dècada i la majoria de les seues vendes van ser a Europa. Amb el fracàs del seu àlbum Life in a Tin Can de 1973, els Bee Gees semblaven haver acabat. Però el 1975, van tornar amb Main Course que va afegir més ritme a les seues cançons i van començar a adoptar el nou so del disco en el seu àlbum Children of the World (1976). La pel·lícula musical Febre del dissabte la nit (1977) va impulsar finalment els Bee Gees a la categoria de superestrella mundial amb Stayin 'Alive, More Than a Woman and Night Fever (de la banda sonora). El germà petit de Gibbs, Andy, va fer sensació amb la seua pròpia carrera en solitari.
Els Bee Gees són dels grups de música disco més originals de l'època. La gran particularitat de les seues propostes és que cantaven amb una veu de falset. Eren homes que semblava que volien imitar les dones, si més no aquesta va ser la sensació que varen donar al públic. I, precisament, aquest falset característic seu va ser molt aplaudit. El disco regirava tot el concepte de gènere i la música dels Bee Gees s'hi havia encaixat perfectament. Havien entès l'esperit disco.
L’artista australiana amb més èxit de la dècada, Olivia Newton-John, es va convertir en una cantant líder als anys 70 tant en el gènere popular com en el country i va aconseguir diversos èxits número u, incloses les cançons, Let Me Be There i I Honestly Love You for que va rebre tres Grammys. Va provar sort a Eurovisió però va ser finalment a la pel·lícula Greese que es va fer famosa. Greese exemplifica d'alguna manera la tendència al retorn del rock'n'roll que hi va haver al món dins el rock més soft. Altres grups destacats a Austràlia i Nova Zelanda són: Little River Band, Sherbet, Skyhooks, John Paul Young, Marcia Hines, Jon English, Richard Clapton, Dragon, Hush i Ted Mulry.

### Country

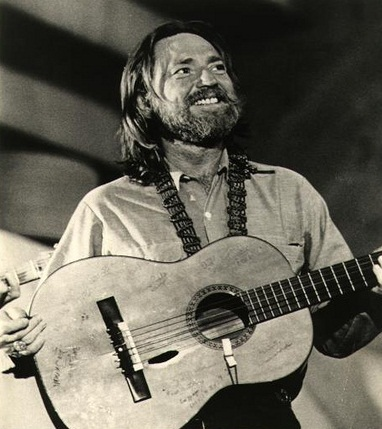
Willie Nelson

Diversos estils van definir la música country durant la dècada dels setanta. A principis de la dècada, el countrypolitan - una branca de l'anterior "Nashville Sound" de finals de la dècada de 1950 i principis de la dècada de 1960 - i el so Bakersfield fusionat honky-tonk eren alguns dels estils més populars.
El so countrypolitan (un so polit i aerodinàmic amb seccions de corda, veus de fons i vocalistes principals) va ser popularitzat per artistes com Lynn Anderson, Glen Campbell, Anne Murray, Dottie West, Tammy Wynette i altres, tot aconseguint els seus èxits a través de cançons com "(I Never Promised You a) Rose Garden", "Snowbird", i altres. El so de Bakersfield, popularitzat per primera vegada a principis dels anys seixanta, va continuar la seua projecció a través d’artistes com Buck Owens i Merle Haggard.
Però, altres estils van començar a sorgir durant els anys setanta. Un dels estils amb més èxit va ser el ""outlaw country", un tipus de música que barrejava els sons tradicionals de la música country amb la música rock i el blues, a més d'afegir-hi la ira del punk. Els líders del moviment van ser Waylon Jennings i Willie Nelson, tot i que altres van estar associats al moviment: Jerry Jeff Walker, David Allan Coe, Jessi Colter, Tompall Glaser, Gary Stewart i Billy Joe Shaver. Els esforços de Jennings, Nelson, Colter i Glaser van quedar recollits a l'àlbum de 1976 Wanted! The Outlaws.
Els anys setanta van veure sorgir els grups de música country. El grup amb més èxit durant la primera meitat de la dècada va ser The Statler Brothers, un grup amb seu a Stanton, Virgínia, que havia començat a actuar amb Johnny Cash als anys seixanta. Va utilitzar amb èxit les harmonies vocals en cançons com "Bed Of Rose's", "Do You Remember These", "The Class of '57", "I'll Go To My Grave Loving You" i "Do You Know You Are My Sunshine" Fins al 1977, els Statlers - que als anys setanta tenien els germans Harold i Don Reid, Phil Balsley i Lew DeWitt - van ser l'únic grup que va aconseguir un èxit sostingut; aquell any, els Oak Ridge Boys, un grup de gospel country, van canviar a una direcció de country-pop i el seu primer llançament senzill, "Y'all Come Back Saloon", va ser un èxit entre els 5 primers llocs dels Top venda; la seua formació a finals dels anys setanta era Duane Allen, Joe Bonsall, William Lee Golden i Richard Sterban. Tots dos grups es van mantenir fermament compromesos amb la música gospel, però va ser amb el country-pop que van tenir el seu major èxit i va començar a prendre forma tot de grups country. El 1979, un tercer grup –la banda Alabama, amb seu a Fort Payne, composata pels cosins Randy Owen, Teddy Gentry i Jeff Cook, juntament amb el bateria Mark Herndon– van llançar la suau balada amorosa "I Wanna Come Over" que havia de determinar el country perquè és d'ençà llavors que el country barreja un rock més dur amb un de més suau, acompanyant-ho de pop.

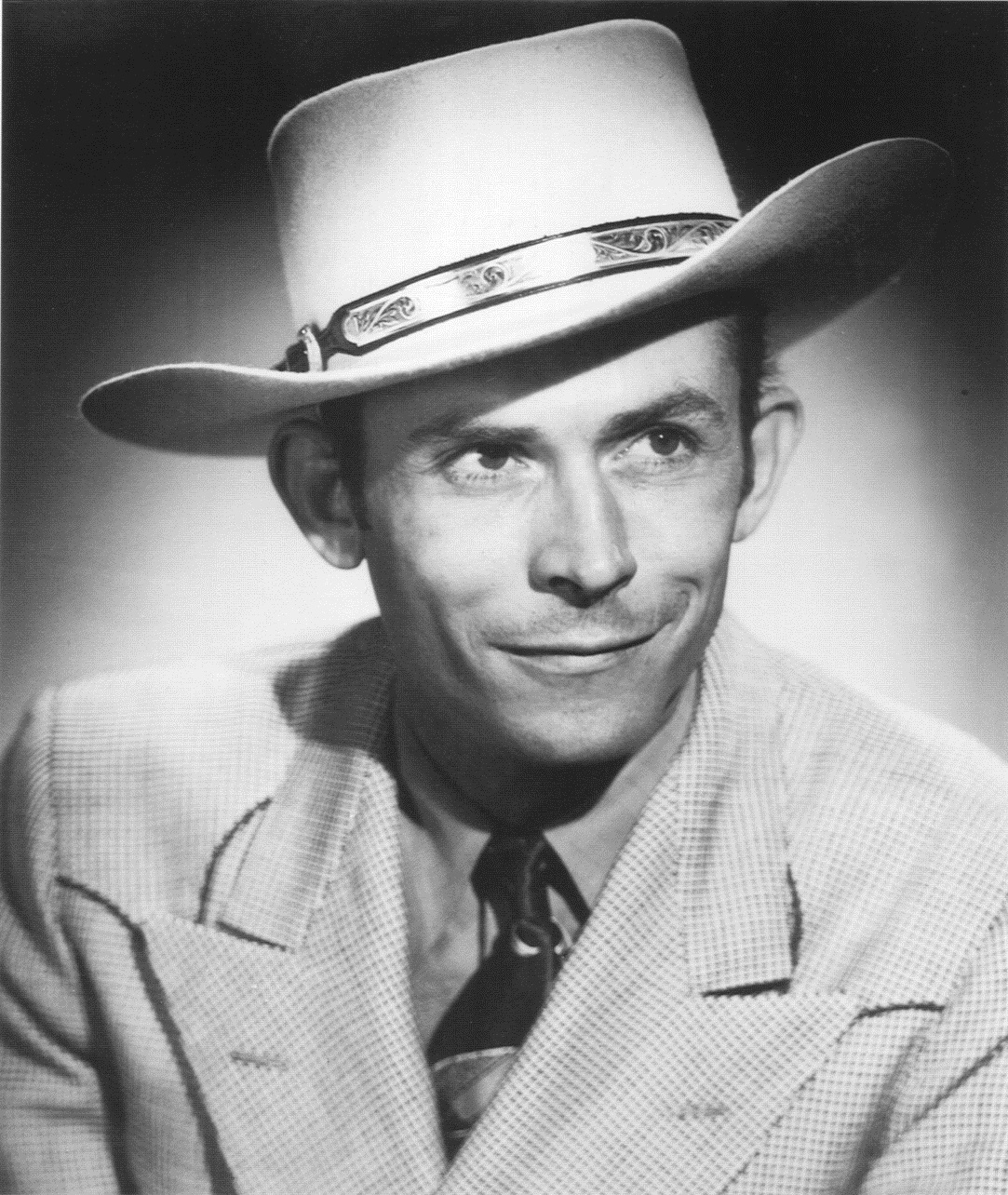
Hank Williams

El so country pop va ser el successor del so countrypolitan de principis dels anys setanta. A més d’artistes com Murray i Campbell, diversos artistes que inicialment no es comercialitzaven com a country gaudien d’èxits a les ràdios i vendes. Entre els artistes més reeixits hi havia The Bellamy Brothers, Charlie Rich, John Denver, Olivia Newton-John, Marie Osmond, B. J. Thomas i Kenny Rogers. L'Olivia Newton-John, una cantant de pop australiana, va ser nomenada vocalista femenina de l'any per la Country Music Association el 1974, provocant un debat que continua fins avui: què és la música country? Un grup d’artistes de mentalitat tradicional, preocupats per aquesta tendència, van formar l’associació de curta durada de Country Entertainers, en un intent de recuperar els sons tradicionals honky-tonk, preparant l'escenari per al renaixement del country neotradicional que esdevindria particularment destacat a principis dels anys vuitanta.
A la meitat dels anys setanta, Dolly Parton, una artista country de mentalitat tradicional amb gran èxit des de finals dels anys seixanta, va realitzar una campanya amb música pop, que va culminar amb el seu èxit l'any 1977 "Here You Come Again". Parton, també es va convertir en l'artista femenina de música country a organitzar el seu propi programa de varietats, Dolly!, que es va emetre durant la temporada 1976–77. Rogers, l'antic cantant de The First Edition, va seguir una exitosa carrera en música pop, rock i folk. Igual que Parton, amb qui enregistraria als anys vuitanta i posteriors, Rogers va gaudir d’una llarga sèrie d’èxits. Crystal Gayle, Ronnie Milsap, Eddie Rabbitt i Linda Ronstadt van ser alguns dels altres artistes que també van trobar èxit a les llistes de country i pop amb els seus discos.
L'artista femenina amb més èxit als anys setanta va ser Loretta Lynn, que va publicar el seu àlbum més venut Coal Miner's Daughter el 1970. Set dels seus àlbums i vint singles van ser número u, incloent-hi el seu single més gran, " Miner's Daughter ", que va arribar a vendre més de 500.000 exemplars. Diversos germans de Lynn van ser contractats per discogràfiques, entre els quals la seua germana més petita, Crystal Gayle, la que esdevindria, amb diferència, la més exitosa. Tot i que ha enregistrat i / o interpretat country tradicional, l'estil principal de Gayle va ser el country pop i, en forjar-se el seu propi camí en lloc de imitar l'estil de la seva famosa germana, va tenir diverses cançons tremendament reeixides, sobretot "Don't It Make My Brown Eyes" Blau ". Lynn també va gravar amb Conway Twitty diverses vegades durant la dècada de 1970. Igual que Lynn, Twitty tenia família —en aquest cas, els seus fills— que també van gravar i comptar amb cançons entre els 40 primers llocs de la llista country dels Billboard, però cap ni un va tenir èxit a llarg termini.

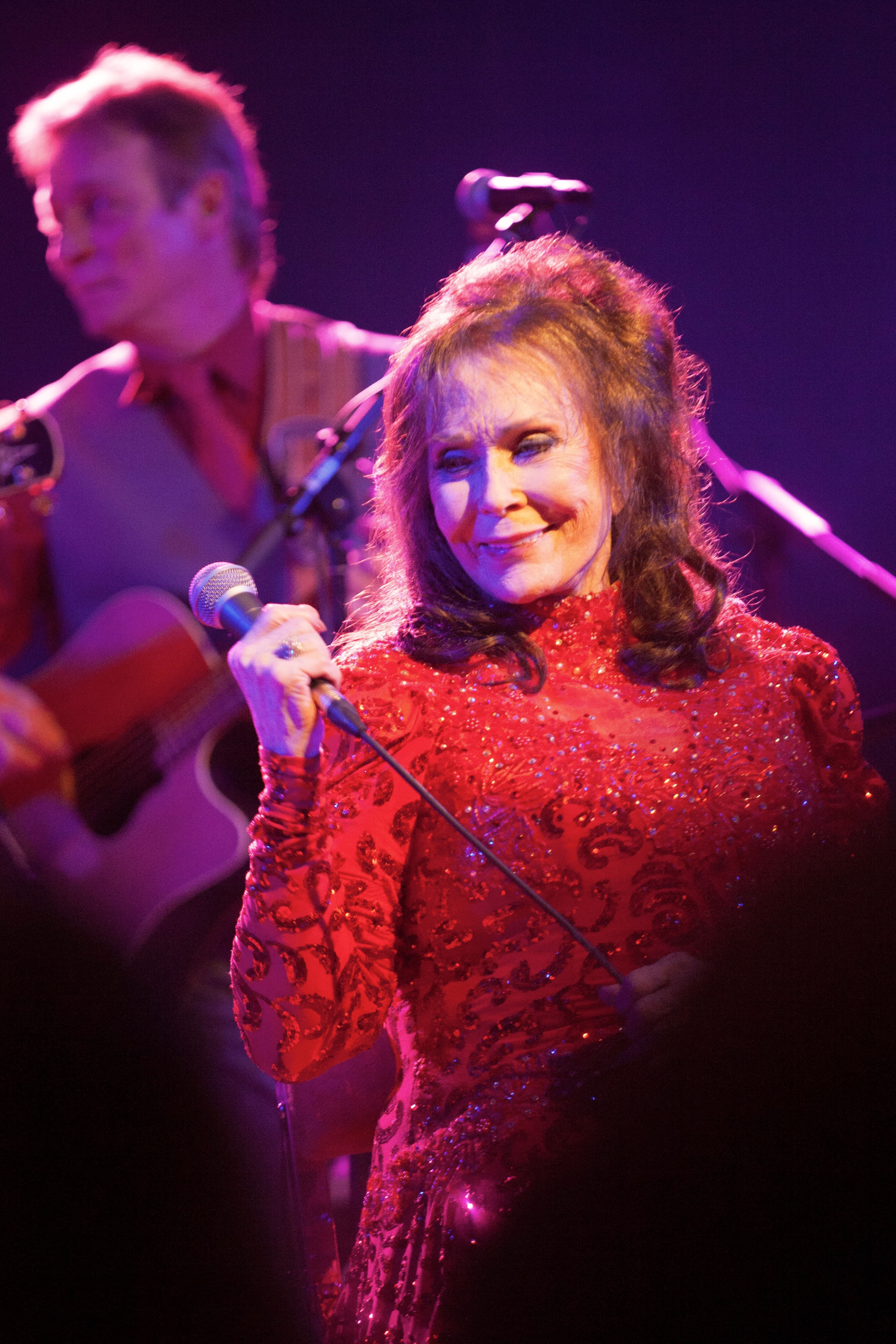
Loretta Lynn

A més del duets Lynn-Twitty, hi va haver altres notables duets durant la dècada de 1970, com ara George Jones i Tammy Wynette. Casats el 1968, tots dos van aconseguir el seu primer èxit el 1972 amb "Take Me" (un remake de l'èxit en solitari de Jones de 1965), i van arribar a tenir tres èxits número 1. Els dos van patir un divorci amarg el 1975, degut en part al comportament cada vegada més erràtic de Jones empitjorat per problemes d'abús de substàncies, però van continuar gravant després, llançant el seu èxit més reeixit, l'irònic "Golden Ring" el 1976. Com a artista en solitari, Jones va continuar mantenint la seua posició com a artista honky-tonk del gènere, enregistrant cançons de relacions trencades ("The Grand Tour", "The Door" "i" Her Name Is ") i amargor (" These Days I Barely Get By "), però l'abús de substàncies i els problemes de comportament esmentats anteriorment van restringir el seu propi èxit i al final de la dècada, la seua vida estava fora de control. Wynette, per la seua banda, es va tornar a casar amb el productor i compositor George Richey, i va continuar interpretant cançons al seu característic estil, alternant entre el desamor i la dificultat matrimonial a la lleialtat i fidelitat. Tot i que tindria problemes de salut, Wynette va tenir un gran èxit amb "'Til I Get It Right", "Another Lonely Song" i "Til I Can Make It on My Own".

#### Country rock i country del sud
El country rock, un subgènere de música country format a partir de la fusió de la música rock amb la música country, va obtenir el seu major èxit comercial a la dècada dels 1970, començant per artistes no country com Bob Dylan, Gram Parsons i The Byrds. A mitjan anys setanta, Linda Ronstadt, juntament amb altres artistes més recents com Emmylou Harris i The Eagles, gaudiren d’èxits i popularitat, fins als nostres dies. Els mateixos Eagles van sorgir com un dels grups de rock amb més èxit de tots els temps, produint àlbums cèlebres que inclouen Hotel California (1976). L'any 1975 va ser gran per a Ronstadt, Harris i els Eagles, ja que cadascun va tenir els seus primers 10 èxits country.
Durant la dècada dels 1970, un estil similar de country rock anomenat rock del sud va gaudir de popularitat entre el públic, gràcies a aristes no country com ara The Ozark Mountain Daredevils, Lynyrd Skynyrd, The Allman Brothers Band i The Marshall Tucker Band.
Va ser tant amb el country rock com amb el rock del sud que Hank Williams Jr., un antic líder de la música country, va ressuscitar la seua carrera. Fill de la llegenda pionera Hank Williams, el Williams més jove (que va adoptar el sobrenom de "Bocephus", un sobrenom afectuós que li va donar el seu pare) va enregistrar en un estil principalment countrypolitan als anys seixanta i principis dels setanta, incloses moltes de les cançons del seu famós pare i sovint actuava a l'estil del seu pare. A mitjan anys setanta, diversos esdeveniments que van canviar la carrera. Va començar a gravar i actuar amb artistes com Waylon Jennings, Johnny Cash i Charlie Daniels, convertint-se al rock més dur. El 8 d'agost de 1975, Williams va morir gairebé en un accident d'escalada a la muntanya al pic de l'Ajax, al sud-oest de Montana. El 1979, després d'una sèrie de singles modestament interpretats al seu nou estil, va trencar amb "Family Tradition", una cançó autobiogràfica sobre el seu patrimoni i la seua nova identitat musical. Williams es va convertir en una de les millors superestrelles de la música country dels anys vuitanta i més enllà amb la seua barreja de country, rock i blues del sud.

### L'època daurada de la cúmbia
Jose Jose va tornar-se en un èxit després que el 15 de març de 1970 va representar a Mèxic en el II Festival Internacional de la Cançó Llatina (anterior al Festival de l'OTI) amb la cançó "El Triste". Tot i que José José va acabar en tercer lloc, la seua interpretació va ajudar a llançar la seua carrera musical a un públic més ampli. El 1971, Juan Gabriel va llançar el seu primer àlbum d'estudi El Alma Joven..., que incloïa la cançó "No Tengo Dinero", que es va convertir en el seu senzill debut i el seu primer èxit. El major èxit de Vicente Fernández va ser "Volver, volver", llançat el 1972; el seu primer àlbum que va vendre milions va ser el 15 Grandes con el número uno del 1983.
La Cançó protesta llatinoamericana va continuar amb vigor i va incorporar noves tendències com els sons andins i la cuenca. S'hi poden destacar bandes com Los Jaivas, els quals varen introduir a més d'això, música rock progressiva i sintetizadors. La fortalesa d'aquest gènere s'explica per l'adveniment de dictadures a Xile, Argentina o Brasil.
En altres estils llatins caldria destacar la Sonora Santanera, una orquestra que toca música tropical de Mèxic amb més de 60 anys d’història. La cúmbia, per la seua banda, es va popularitzar molt fora de Colòmbia. Diverses bandes van portar la cúmbia a Mèxic, Perú, Argentina i Xile, llocs que més tard es van convertir en escenaris importants per al desenvolupament d'aquest gènere. Atès que la cançó protesta llatinoamericana era els gènere predilecte de la nova esquerra i que el desenvolupament del rock a l'Argentina va orientar la joventitud cap a Europa, la cúmbia es va popularitzar entre els sectors pobres dels països llatinoamericans, fins a tal punt que va arribar a associar-se a barraques i pobles baixos.

#### Elrock español
La producció de rock en castellà va iniciar-se a la segona meitat de la dècada dels 1950, amb grups la majoria dels quals interpretaven èxits del rock'n'roll estatunidenc a llengua castellana. Encara que és objecte de controvèrsia afirmar quan va debutar exactament el "rock español", ben sovint es proposa a Gloria Ríos amb "El relojito", llançat el 1956, com a data de referència. Els primers anys de rock cantat en castellà van ser de forma general una simple adaptació amb versions d'èxits rock del món anglosaxó. Durant la dècada dels seixanta, però, alguns grups com ara Los Llopis o Los Tops varen produir els primers rock'n'rolls en castellà.
Durant al primeria dels anys setanta, el rock va començar a generalitzar-se per tot Amèrica Llatina i els mèdia varen donar-hi com més anava més cobertura. Atesa l'enorme capacitat de convocatòria del rock entre el públic jove, els locals d'oci i els promotors musicals varen engegar sistemàticament concerts de rock de manera que en un espai curt de temps el gènere va convertir-se en un veritable fenomen de masses. La influència, d'altra banda, que va exercir a Amèrica Llatina la música beat dels seixanta, així com el pop i la psicodèlia dels setanta, va portar noms nous com ara Los Brincos, El Kinto, Los Gatos, The Speakers i altres artistes de gran èxit que així i tot varen preferir cantar en anglès, com ara Los Bravos o Los Shakers. Tal com va succeir a Europa, inicialment la música rock es cantava en territori no anglosaxó en anglès, és a dir, els països escandinaus, Suïssa o alguns grups neerlandesos, cantaven exclusivament en anglès.
A l'Argentina dels anys 1970 es reverteix aquesta situació i hi floreix tot de bandes rock que cantaven en castellà. La resta de països varen fer exactament el mateix. Siniestro Total o Los Violadores, varen contribuir a canviar les tornes. Es pot en aquest sentit donar noms de grups de rock psicodèlic en castellà com ara Los Dug Dug's, Pescado Rabioso o d'influència més blues com ara Vox Dei. A mesura que va anar passant la dècada, varen manifestar-se amb encara més força altres propostes de rock progressiu, com és el cas d'Invisible, Sui Generis o Témpano. N'hi ha, però, que varen preferir barrejar el rock amb les arrels folklòriques dels Andes, com és el cas de Los Jaivas, o bé optar per barrejar el rock amb flamenc, tal com proposava Triana.

### Brasil
Fins a finals dels seixanta, el Brasil s'havia mantingut pràcticament impermeable als ritmes anglosaxons, però això va canviar gràcies a la popularització de la televisió i una política de col·laboracionisme amb els Estats Units. Milton Nascimento, Novos Baianos, Os Mutantes, Geraldo Azevedo, Secos & Molhados, Jorge Ben Jor o Raul Seixas agafen les regnes i barregen la música pròpia amb rock, psicodèlia, r'n'b, glam o folk, creant una escena musical efervescent al país. La generació bossa nova ja va quedar desmantellada i els artistes de la Tropicália i la Jovem Guarda fan carrera en solitari: Roberto Carlos, Erasmo Carlos, Gal Costa, Maria Bethânia, Gilberto Gil i Caetano Veloso (aquests dos, van començar la dècada a l'exili i van portar noves idees musicals d'Europa). Mentre Martinho da Vila tenia èxit a Europa amb "Canta, canta minha gente", les desfilades de les escoles de samba al Carnaval fan la transició que els durà a ser un esdeveniment conegut arreu del món.

## Europa

### Eurovisió es torna disco

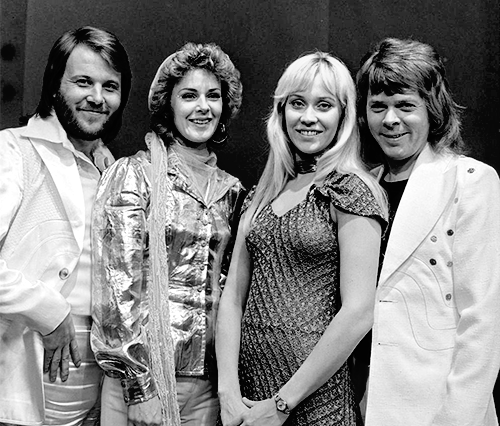
ABBA, 1974

A la dècada dels 1970, Eurovisió va estar marcada per un esdeveniment. Suècia, país nòrdic, va començar a cantar exclusivament en llengua anglesa. El món angloxasó s'havia apoderat definitivament de la música mundial i arreu es cantava en anglès. Signe dels nous temps, a l'Espanya de la transició, en què moria Franco, Tony Ronald aprenia a cantar "I love you baby". Tècnicament, les normes del concurs adopten ja una nova estratègia per tal que no surtin guanyant més d'un país. D'ençà que si dos països obtenien el mateix nombre de punts, havien de cantar novament per tornar a ser seleccionats. Això pel que fa als punts i les votacions, però, a banda, es van introduir per primera vegada les cartes postals, que són les imatges de transició entre actuació i actuació que amb el ròssec del temps, serveixen per fer promoció del país que acull el festival. Però, com que això dels punts no va acabar de donar bons camins, es va optar finalment per canviar vers el 1974 el reglament i d'ençà que s'atorguen, respectivament, 1, 2, 3, 4, 5, 6, 7, 8, 10 i 12 punts, la qual cosa evitava tenir dos guanyadors alhora.
D'un punt de vista musical, Eurovisió s'adapta a l'era disco i tot de països comencen a introduir-hi música disco. A més a més, les balades pop que havien dominat anys abans, deixen lloc a quelcom més fresc. Els països nòrdics innoven amb tot d'aportacions que deixen constància de l'onada anglosaxona. Eurovisió es torna en un èxit sense precedents gràcies a tots aquests nous estils musicals. Irlanda esdevé el país amb més victòries, seguit de Suècia. El país exporta talent i els productors suecs comencen a ser cobejats una mica per tot Europa. El país, pròximament, farà d'Eurovisió la seua Súper Bowl. Un xou que incorpora, a més a més, l'anglès com a llengua franca que juntament amb el francès, esdevenen les llengües vehiculars de la presentació.
L'any 1974 mentre el català Peret prova sort amb rumba catalana per part d'Espanya, els Abba, representants de Suècia, es fan amb la victòria amb "Waterloo", primera cançó que surt victoriosa i cantada en anglès per part d'un país no anglòfon. Waterloo projecta els Abba als Estats Units i, d'aquí, a la resta del món. Es tornen en artistes internacionals. Les vendes desfilen mentre el grup suec s'acomoda al disco. El pop de l'època no té altra cara i altra aspecte que els Abba. Són el grup de música europeu més exitós arreu del planeta.
Vet aquí alguns dels èxits més importants dels Abba:
| - Honey, Honey - Waterloo - Hasta Mañana - So Long - I do, I do, I do, I do - SOS - Mama Mia | - Rock Me - Dancing Queen - Money, Money, Money - Chiquitita - Voulez-vous - I have a Dream - Super Trouper - One of Us - Under Attack |
Els Abba han venut la galopant i esfereïdora xifra de 380 milions de discs al món. A nivell europeu, els Abba van haver de fer la competència a Elton John i això són lletres majors. Elton John es va tornar en la pop star més cèlebre amb "Crocodile Rock", "Goodbye Yellow Brick Road", "Bennie and the Jets", "Philadelphia Freedom" and "Don't Go Breaking My Heart".

#### Cop d'ull general a la música europea

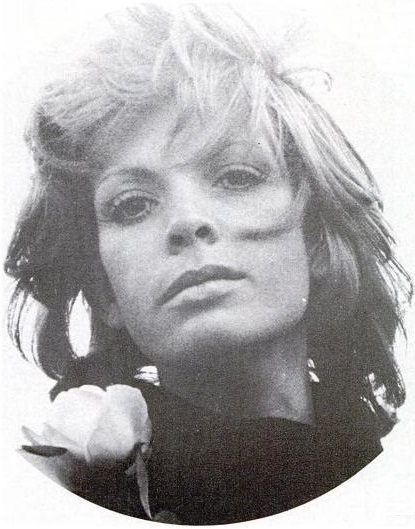
Séverine, única guanyadora monegasca d'Eurovisió amb "Un Banc... Une Arbre... Une Rue...", 1971.

A Espanya la rumba catalana ja havia fet salat i tot d'artistes andalusins van començar a promoure sons rumbescos amb tota una barreja de sevillanes. Es poden destacar a Fórmula V, Camarón de la Isla, Los Diablos, La Grecas, Paco de Lucía, etc. El pop va ser llançat a Espanya a través dels Països Catalans amb Dúo Dinámico i, de retruc, Castella i el País Basc també s'hi van sumar. Destaquen els Tequila, Bruno Lomas, Los Puntos, etc. El continent europeu, en general, es deixa emportar per les noves tendències anglosaxones del rock i del pop, com ara Elton John, Tina Charles, John Miles, Al Stewar, Tech In, Dire Straits, Patti Smith, The Rubettes, The Les Humphries Singers, Smoki, Suzi Quarto, Sally Oldfield, Kate Bush, Jackson Browne, Murray Head, Bilbert O'Sullivan, The Police i finalment cap al final de la dècada Supertramp. Cal afegir-hi tota la tendència soul i negra com ara la Donna Hightower.
El disco fa furor i fins i tot bandes de pop o de rumba adopten els pantalons de boca d'elefant. Prové d'Alemanya que és el país que el difon. Degut a la Segona Guerra Mundial un quart està ocupat pels Estats Units i els militars difonen el disco a través de les ràdios. Les novetats disco provenen doncs d'Alemanya de l'oest i varen posar de moda a tot arreu els pubs i les discoteques. Les composicions estatunidenques de tipus disco venien molts cops de productors alemanys. Molts artistes europeus com ara Claude François es reconverteixen al disco mentre Itàlia es deixa seduir pels cantautors. És el cas de Fabrizio De André, Paolo Conte, Giorgio Gaber, Umberto Bindi, Gino Paoli i Luigi Tenco. Nacions no emancipades com els Països Catalans experimenten amb el rock, tal com s'esdevé a Itàlia amb Angelo Branduardi.
Dinamarca va ser dels països que es va adaptar més ràpidament a l'arribada del rock des dels anys seixanta. Aleshores varen destacar bandes pioneres danses com ara Peter og Ulvene, Sir Henry and his Butlers, The Beefeaters, Steppeulvene, Alrune Rod i Savage Rose. Als setanta, el rock es torna punk, progressiu, psicodèlic, etc, mercès a, entre més, Gasolin', Shu-Bi-Dua, Sebastian, Anne Linnet, Gnags o TV-2. De fet, els països nòrdics van ser pioners en aquest aspecte. La música rock hi va penetrar amb molta força. És un exemple d'això Finlàndia on la discogràfica Love Records va aconseguir monopolitzar el mercat. En aquest país hi destaca grans noms com ara Pekka Streng.
On la tendència punk i hard rock va tenir més ressò va ser als Països Baixos en artistes com ara Ivy Green, The Ex, De Heideroosjes, etc. Alguns canten en alemany, altres en neerlandès i encara més, n'hi va haver que cantaven en luxemburguès, la qual cosa permet dir que la influència que havia exercit el yé-yé als seixanta es va esvair als setanta. En efecte, els països francòfons a més de parlar francès, s'hi parla altres llengües, com ara Luxemburg. Els Països Baixos, per exemple, força reprimits en territori belga per la pressió francesa, comencen a cantar en llengua pròpia amb el rock'n'roll dels 1950. El pioner va ser Peter Koelewijn. Així i tot, la tendència general va ser cantar en anglès, tal com s'aprecia al rock progressiu de Suïssa: Flame Dream, Krokodil i The Shiver.
A Suècia, en canvi, la varietat va estar a l'alçada. El país, a més de bellugar el cap a ritme de rock, va provar amb l'electrònica i, sobretot, va tenir un èxit espectacular a tot el món amb el pop. Els Abba varen guanyar el festival d'Eurovisió l'any 1974 per tot seguit propulsar-se a les llistes d'èxits d'arreu del món. El pop made in Suècia era tendència, fresc i innovador. Eurovisió, en aquest aspecte, ha estat tot al llarg de la història la manera de visibilitzar la música de microestats, com ara Malta, Xipre, Andorra o Mònaco. En efecte, gràcies a Eurovisió, sorgeix a la dècada dels 2000 nous èxits rock als PPCC, molt ben valorats a Europa, cantats en català, com aquell representat per Anonymous i el seu "Salvem el món". Xipre ha estat número u a les llistes europees d'èxits gràcies al seu pop, el seu rock i, a la dècada dels 2010, mercès a fusions de música pop grega i reguetó. Malta o San Marino han sorprès amb música pop i dance. És el cas de Kurt Calleja o Michela per la banda maltesa i Valentina Moneta del costat sanmarinès. Malta s'ha presentat i tot amb música negra com fou el cas de Destiny l'any 2020 i San Marino va tenir el seu millor èxit amb Serhat.
Al bloc soviètic, en canvi, la música popular que es gesta des de principis del segle XX amb el jazz i els afroamericans estava prohibida. Però la joventut més aventurada i menys temorosa, mirava de trencar amb les sancions i condemnes escoltant música rock clandestinament en pubs. És el cas d'Hongria on hi destaquen els hongaresos Illés, Metró o Omega. És a la caiguda del mur de Berlín que la música creada a l'est d'Europa va un salt espectacular i introdueix tot de sons nous com ara el reagge, el dance, el rock, el pop, etc.
Finalment, Grècia destaca notablement dins l'àmbit pop. El país que va cantar abans que tothom durant l'Edat antiga, va generar entre els seixanta i vuitanta un pop propi que es diferencia vertaderament de tot el continent. Un so exquisit que conquereix el Festival d'Eurovisió des de la dècada dels 2000. Noms pioners en aquest àmbit van ser Kostas Tournas, Kostas Tournas o Elpida. Un tipus de pop que exportat a Xipre dona èxit internacional. En aquest aspecte també es pot parlar dels sons provinents d'Armènia, Geòrgia, Azerbaitjan o Turquia. La darrera, per exemple, s'inicia al jazz, al rock i al pop a la dècada dels cinquanta i vers els 1970 hi tenim èxits com els de MFÖ.

### Península ibèrica

#### La Trinca i lanovaCançó protesta
Els anys 70, van ser els anys del final de la dictadura de Franco, van continuar les cançons protesta i els actes reivindicatius, i va néixer el Canet Rock l’any 1975 i que va continuar fins al 1978. En el primer any, a finals de juliol, van participar-hi Maria del Mar Bonet, Pau Riba, La Dharma i algunes orquestres com la Mirasol o la Plateria. Sisa també havia de participar-hi, però la seva actuació va ser prohibida pel govern civil. Tot i això la cançó Qualsevol nit pot sortir el sol, va sonar amb l'escenari enfosquit i on només es va il·luminar el micròfon.
Als Països Catalans i Andorra la Cançó protesta encara va tenir molta força. Diríem que la va tenir tota. Ara que queia el règim, era cada cop més fàcil cantar en català i gràcies a això, el moviment de la Nova Cançó va tenir una gran empenta. A Andorra s'hi camina cap a la Constitució del 1993 que permet autodeterminar el país, és a dir, fer-lo reconèixer finalment a la comunitat internacional. A Catalunya, d'altra banda, el grup de La Trinca i els seus espectacles, van donar un gran impuls a la Cançó protesta en català, renovant el gènere. Varen introduir-hi la rumba, el pop, etc.
El 1987 va ser un any clau a la carrera del trio de Canet de Mar, perquè van publicar el darrer disc de la seua carrera (Marro) i van fundar una companyia de producció audiovisual: Gestmusic. Va ser l'any que van fer un gir a la seua carrera, abandonant la música i els escenaris per dedicar-se a la producció televisiva des de darrere les càmeres. Gestmusic és al darrere del fenomen més arrasador de la indústria musical a Espanya, Operación Triunfo. Però, això, ja és a la dècada dels 2000. Mentrestant, La Trinca va recollir vint anys d'èxit arreu dels Països Catalans, dirigint als vuitana el seu propi programa de televisió a TV3.
L'Espanya castellanitzadora, de l'Imperi i de l'espanyolisme, sempre ha necessitat l'ajuda de les innovacions més potents provinents de Catalunya. A la dècada anterior, en plena dictadura, el folklore hispànic nedava a tot arreu i va ser des de Catalunya que el Dúo Dinámico va aportar el pop més fresc, avui un ítem imprescindible de la cançó cantada en castellà. Gestmuic és, altre cop, un exemple d'empenta catalana. Vale Music, la discogràfica d'Operación Trifunfo, ha estat una fàbrica de fer diners i avui és considerada una de les més exitoses d'Espanya.

#### El Liverpool català

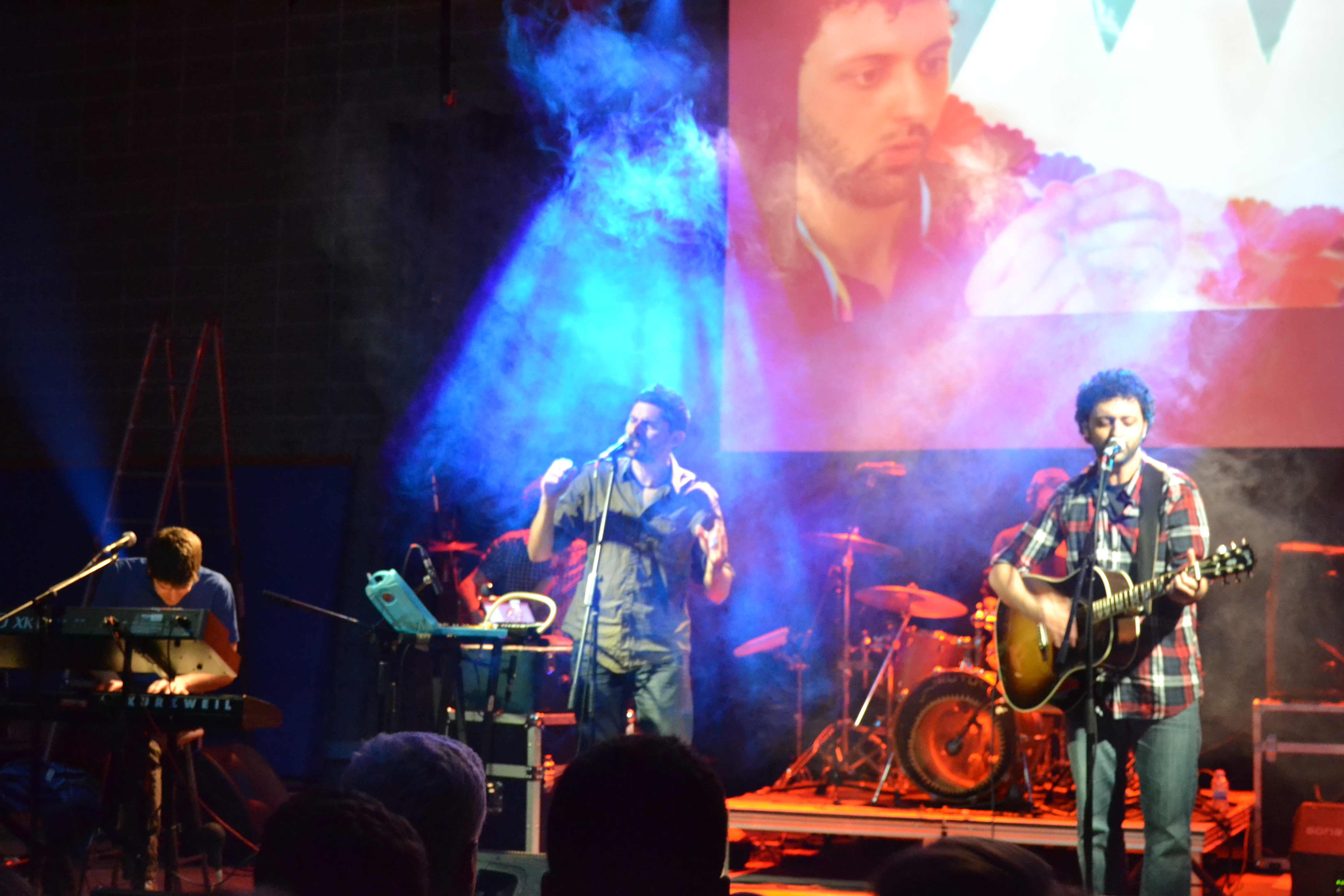
No deixa de ser evocador en quant a la repressió vers el català que no existeix disco cantat en català i cal esperar-se a la dècada dels 2020 per veure'l de la mà d'Els Amics de les Arts amb "El meu cos".

Entre Barcelona i Vic s'hi cou l'origen que donaria nom al rock català. Barcelona és a la dècada dels 1970 una ciutat llibertària, oberta, on hi fa bo ser homosexual, on l'art experimenta alternatives, la literatura llueix, el feminisme es manifesta, etc. Es torna la porta oberta cap a Europa per a gairebé tota la Península ibèrica. Aquest ambient nodrit per la Nova Cançó i Canet Rock és l'indret on s'hi cau el primer rock cantat en català.
Osona és en aquesta dècada un micro-cosmos de bullició cultural. Religiosa, un xic negra i gris, Osona és a prop de Barcelona i influencia la capital catalana. L'ambient particularment creatiu hi promou una nova joventut que s'afarta d'aquest ambient religiós i negre. Clubs, sales i bars, són indrets on sentir-hi, entre molts altres més, Ledzepelin, els Beatles, etc. La discogràfica Concèntric hi contribueix, però el salt arribarà de fer del català quelcom més que un simple moviment de protesta en llengua catalana com era la Nova Cançó. Osona canta rock, pop, i, de fet, s'uneix a l'ambient alliberador del rock'n'roll. S'hi pot comptar amb Los Santos, Esquirols, Dumpers, Duble Buble, etc. Alhora hi haurà barreja de jazz i rock amb l'Orquesta Mirasol, Companyia Elèctrica Dharma, Secta Sònica (grup de Gato Pérez), Blay Tritono o Iceberg.
L'estrena del Festival de Canet de Rock desvetlla aquest nou so al públic barceloní, sense tabús i sense miraments. L'anomenat Liverpool català va treure pit i va actuar com a revulsiu en el context de la música popular a Catalunya, tot inspirant-se en el folk, el pop i el rock. Aviat es trasllada a la Via Laietana, on hi dona grans noms com ara Jaume Sisa, Pau Riba, Carles Flavià, Pau Riba, Jaume Sisa, la Voss del Trópico, Rafael Moll, Marià Albero, Gato Pérez o Jordi Batiste.
És una època molt castellanoparlant. Som al tardofranquisme. La repressió viscuda encara és patent a les mentalitat i això impedeix, i fa al mateix temps que la gent senti vergonya de parlar en llengua catalana. Fer-ho cantant era quelcom d'inimaginable. Però es torna més i més fàcil contestar el règim, cantar en català o viure l'alliberament sexual que prové de França o d'Anglaterra. Exemple d'això és la Nova Cançó.
El rock laietà destaca doncs amb Pan y Regaliz i Màquina!. Fundades el 1970, són dues formacions erigides com a referent, que fan desfilar els noms més rellevants de la història de la música catalana com ara Jordi Batiste, Emili Baleriola o Carles Benavent. Després van venir altres grups com Jarka, amb la presència del pianista Jordi Sabates, o Tapiman, on militava el guitarrista Max Sunyer. De l'evolució de Màquina!, indiscutiblement el gran pilar del so laietà, van sorgir noves bandes com Ia i Batiste o Música Urbana, fundada l'any 1976 i amb noms importants com el de Joan Albert Amargós a les seves files. Tots aquests grups citats fins ara practiquen, cadascun amb les seves particularitats, un rock progressiu gairebé sempre instrumental, molt empeltat de jazz improvisat i amb aromes mediterranis.
El so laietà va ser i tot conjugar amb les tendències mainstream d'època, amb l'anomenada cançó galàctica. La Cançó galàctica no és un gènere, ni un estil, ni un moviment, ni tampoc no és una tendència. La cançó galàctica és un univers poètic, evocatiu i salvatge on encara es preserven racons per a la llibertat i la innocència. Els seus portadors poden tenir en comú el surrealisme dalinià i l'ideari de Francesc Pujols. Allò que més els uneix, però, és la diferent interpretació dels seus mons particulars. En són membres destacats Jaume Sisa i Pau Riba.
El final dels setanta, un cop esvaït el predomini del rock laietà, obre el camí al punk, que reacciona contra el virtuosisme i l’aspecte grenyut i hippie que emanaven de Zeleste, epicentre de la Barcelona dels 1970. La Banda Trapera a Cornellà, amb el seu rock aspre, malparlat i amb tot l'enuig d’un barri obrer com Ciudad Satélite, sense serveis i ni tan sols asfalt, i Desechables, formació de Vallirana que es va establir a Barcelona, marquen els punts forts del moviment punk, aparegut emulant Anglaterra. L'esperit hardcore-punk del “no future” arrela a Catalunya en castellà amb bandes com Último Resorte, GRB o L’Odi Social, una de les poques bandes hardcore que canten en català, i l’oi, una ramificació del punk, troba amb Decibelios la seva banda cabdal. El català continua sent durant molt de temps minoritari, sigui pel llegat franquista del qual molta gent expressa vergonya, sigui per les prohibicions expresses encara després del franquisme.

#### Entre el fado i els canvis d'aires
Amb la caiguda del règim feixista portuguès, el fado va prendre encara més força. Si més no, durant els 1970, Portugal encara canta fado. Les llegendes del fado com ara Amália Rodigues continuen captant èxit mentre Frei Hermano da Câmara llança l'any 1970 l'àlbum Túnica Negra, que incloïa diversos fados com ara O Rapaz da Camisola Verde. El pop baladesc, nodrit de sons lusòfons, hi és molt present amb Paco Banderia.
Però, així tot, tot semblava que havia de canviar. El 25 d'abril de 1974 la Revolució dels Clavells va tornar la democràcia als portuguesos i, llavors, la crítica va pensar que el fado cauria en desgràcia. Ben bé, es creia que la "música ligeira", és a dir, música lleugera, tal com es designava el pop baladesc portuguès, tenia els dies comptats. No va ser així. El fado va tenir encara més vitalitat tornant-se una manera de reivindicar el nacionalisme portuguès. Eurovisió és aleshores la màquina de la indústria musical portuguesa o, en tot cas, la població cantava al ritme d'Eurovisió.
No és fins a la dècada dels 1980 que Portugal introdueix la música rock. El pop baladesc portuguès seguirà, però, tenint èxit gràcies a figures com ara Tony Carreira o Herman José. Tony Carreira és actualment un artista molt venerat a Portugal, sobretot per la comunitat portuguesa que viu fora del seu país. Andorra, per exemple, ha acollit algun concert seu. No obstant, no és la cara visible del gran canvi que Portugal fa a partir dels 1980.

### Països francòfons
A França les noves tendències rock van introduir-se a través dels mèdia. Però, a més de veure desfilar-hi els grups anglesos, estatunidencs o irlandesos, escocesos, etc, el país comença a produir música rock cantada en francès. Són exemples d'això Mama Béa Tékeilski, Jacques Higelin, Bernard Lavillier, Véronique Sanson, etc. La tendència, però, és al pop i la tradició que s'havia anat arrossegant dels dels seixanta. Tanmateix, aquests nous sons, el rock vingut d'Anglaterra, transforma la música que es feia als països francòfons que gaudeixen tots d'aquesta nova tendència en llengua francesa, tot i que no només.
L'anomenada nova cançó francesa amb què es designava el contagi que hi va haver dins la música cantada en francès va ser possible mercès a discogràfiques com ara RCA. David McNeil, Yves Simon o Souchon-Voulzy varen tenir èxit cantant rock però la vessant punk va venir Valònia. És el cas de plastic Bertrand, tot i que també caldria posar èmfasi sobre Patrick Juvet. Juvet va tenir molt èxit fora de les fronteres francòfones. El rock francès explota l'any 1977 amb el Festival Printemps de Bourge l'any 1977 i de la mà de Daniel Colling.
A banda, el disco va envair el mercat francòfon. Per ve que va sortir dels Estats Units, a Europa arribava d'Alemanya. El país està ocupat per França, el Regne Unit, els Estats Units i la Unió Soviètica. La part capitalista, es torna en la difusió per excel·lència del disco a tot Europa degut a l'ocupació estatunidenca. De retruc, cantants yé-yé francesos, com ara Sheila o Claude François, es reconverteixen a la música disco.

## Àfrica i Àsia

### Àfrica

#### L'afrobeat
L'afrobeat és una combinació de música ioruba, nigerianana, jazz, highlife i funk, que es va popularitzar a Àfrica des dels anys 1970, sota la inspiració del músics nigerians Fela Kuti i Tony Allen o del camerunès Manu Dibango i molts altres. Fela Kuti és responsable d'haver-se tornat d'alguna manera el James Brown africà. En efecte, al continent la música jazz hi va penetrar, com a la resta del món i, malgrat la penúria i la manera en com els europeus varen desempallegar-se de les seues colònies, la música ha continuat donant-hi vida amb sons del tot nous, barreges entre la música jazz, pop, reagge i africana més tradicional. Així Fela Kuti es va fer molt famós a Nigèria amb el grup Koola Lobitos.
Entre els tuaregs destaca l'anomenat "blues del desert" que és l'expressió per designar la introducció de les guitarres elèctriques i el blues. Destaquen bandes i artistes com ara Tinariewen, Etran, Finatawa i Tamaskah. Dins el rock, destacaria Alex Konady i C. K. Mann. Provinents de Nigèria, sumen amb King Sunny Ade la barreja entre el juju i el rock.
A l'Àfrica del Sud els Ladysmith BLac Mambazo varen tornar-se molt famosos. Zuluns, varen tenir èxit internacional a la dècada dels 1980 amb el concert Graceland en què Paul Simon va obrir la curiositat als occidentals sobre aquesta banda mítica.

#### La Cançó protesta africana
A l'Àfrica la cançó protesta ha pres aires de descolonització. El continent s'ha posat a cantar contra els colons i ha donat estrelles internacionals importantíssimes com ara Miriam Makeba, considerada la mare de l'Àfrica i fins i tot la Veu de l'Àfrica. Barreja un estil de jazz amb sons africans, cosa que torna el seu repertori força exquisit. Es va donar a conèixer a Àfrica del Sud durant els 1950 amb el grup Skylarks. Aleshores el jazz va fer irrupció al país.
Però, tanmateix, la Cançó proptesta també té altres cares i, fins i tot, nom propi. Se'n diu chimurenga, que voldria significar en català lluita. Podam posar-hi noms com ara Thomas Mapfumo de Zimbabwe, membre de Blacks Unlimited, Oliver Mutukudzi, membre de Black Spirit, etc. El malès Oliver ha estat responsable d'haver barrejat la rumba, el soul amb el jivi urbà que se sent sobretot a l'Àfrica del Sud. És igualment el primer a parlar de la SIDA a les seues cançons.
Des de Malí i Senegal pot subratllar-se els griots com ara Toumani Diabaté, Mary Kanté, Sekoyaté, Ballatké Sisoko, etc. Fark Tourné és en l'àmbit de la cançó protesta força emblemàtic, tot i que també caldria parlar de Salif Keiter. A Senegal els Rail Band Banako varen fusionar el jazz amb sons cubans. Els congolesos OK Jazz varen sumar-se a aquesta mescla particular i els The Ambassadors varen resoldre fusionar el reagge amb música local. De les fusions neix el mblax, un espècia de barreja entre pop, soul, jazz i el sabar, música tradicional. Youssou N'Dour n'és la figura.

### Àsia

#### Propaganda contra el comunisme
Si el rock, el pop i tots els nous gèneres del segle xx varen esdevenir ràpidament música comercial, de les masses i, fins i tot, banalitzadora al bloc capitalista, la cosa no es veia ben bé així al bloc soviètic. A l'Àsia i a l'Europa comunista, el règim hi prohibia expressament el rock, el pop, el reagge o el disco perquè eren considerats música burgesa i, per tant, contrària a l'ideal d'home soviètic que volia la dictadura.
La població, en canvi, no hi veia cap mal i les prohibicions van tornar el rock en la cançó protesta per excel·lència. El rock és un gènere, però als països comunistes es va tornar en més que un simple tipus de música. Estava prohibit però gràcies a ràdios llibertines europees, es feia sentir al bloc comunista música rock. Era una manera de fer propaganda contra el règim, de manera que fins i tot l'ONU en va prendre nota. En un informe de guerra, l'ONU recomanava fer sentir música rock als països comunistes.
Sense sortir de l’underground, el rock en rus va representar una revolució i va aconseguir un seguiment que uns anys abans hauria semblat impossible. Les autoritats se’n van adonar i, durant el període Brejnev (1964-1982), van intentar controlar el moviment, començant per eliminar les tensions entre els rockers i el Sindicat de Compositors, l’únic autor legal de cançons a l’URSS. Els van oferir reconeixement professional, permís per actuar i treure discos a través de la discogràfica estatal, Melodiya, a canvi de suavitzar la música, les lletres i l’aspecte. Alguns, per aconseguir una forma legal de guanyar-se la vida i evitar més problemes, es van convertir en bandes autoritzades que van gaudir d’una gran popularitat i van fer que, durant força temps, el problema del rock semblés que s’havia solucionat.
Els qui no s’hi van conformar, en canvi, van trobar encara més dificultats i, fins i tot, van ser víctimes de les recomanacions d’un KGB que no només dedicava cada cop més diners a bloquejar les emissions de les ràdios occidentals sinó que, a més, volia que els músics russos reduïssin la càrrega ideològica de les seves creacions.

## Biografia
- Andrea Bergamini. El rock i la seva història.  Andantino, 2006. ISBN 84-934717-04.[Enllaç no actiu]
- Joan Pàmpies. Del rag al pop.  Columna, 1996. ISBN 9788483000946.